# Llista de topònims de Camarasa
Llista de topònims (noms propis de lloc) del municipi de Camarasa, a la Noguera
Informació actualitzada per un bot. Els canvis manuals es perdran quan s'actualitzi!

## cabana
| imatge | Nom                              | Ubicat a | instància de | Detalls       | coordenades                                                                                         | Protecció | Commons (més fotos) | Dades a WD                    |
| ------ | -------------------------------- | -------- | ------------ | ------------- | --------------------------------------------------------------------------------------------------- | --------- | ------------------- | ----------------------------- |
|        | Coberts de l'Ignasi              | Camarasa | cabana       |               | 41° 50′ 06″ N, 0° 51′ 48″ E / 41.8349469773467°N,0.863246694413647°E                                |           |                     | Modifica les dades a Wikidata |
|        | cabana de Blasi                  | Camarasa | cabana       |               | 42° 00′ 53″ N, 0° 48′ 55″ E / 42.0147882987413°N,0.815341052607587°E                                |           |                     | Modifica les dades a Wikidata |
|        | cabana de Brotó                  | Camarasa | cabana       |               | 41° 57′ 52″ N, 0° 51′ 24″ E / 41.964575844804°N,0.856674410466049°E                                 |           |                     | Modifica les dades a Wikidata |
|        | cabana de Ca la Pastora          | Camarasa | cabana       |               | 41° 50′ 57″ N, 0° 54′ 51″ E / 41.8490510717528°N,0.91419894390321°E                                 |           |                     | Modifica les dades a Wikidata |
|        | cabana de Cal Lloses             | Camarasa | cabana       | Estat: ruïnós | 41° 53′ 19″ N, 0° 55′ 37″ E / 41.888715280219°N,0.9269064411394°E 620 msnm                          |           |                     | Modifica les dades a Wikidata |
|        | cabana de Carronya               | Camarasa | cabana       |               | 41° 57′ 24″ N, 0° 50′ 55″ E / 41.95662237818°N,0.84869327072858°E                                   |           |                     | Modifica les dades a Wikidata |
|        | cabana de Fontanó                | Camarasa | cabana       |               | 41° 57′ 48″ N, 0° 51′ 32″ E / 41.9632586534308°N,0.858963015647712°E                                |           |                     | Modifica les dades a Wikidata |
|        | cabana de Frauxet                | Camarasa | cabana       |               | 42° 01′ 01″ N, 0° 50′ 30″ E / 42.0169332992692°N,0.841595489692396°E                                |           |                     | Modifica les dades a Wikidata |
|        | cabana de Pedrol                 | Camarasa | cabana       |               | 42° 01′ 53″ N, 0° 52′ 01″ E / 42.0313121949244°N,0.866923319114618°E                                |           |                     | Modifica les dades a Wikidata |
|        | cabana de Tomasó                 | Camarasa | cabana       |               | 42° 01′ 05″ N, 0° 49′ 54″ E / 42.0179961187692°N,0.831571673341155°E                                |           |                     | Modifica les dades a Wikidata |
|        | cabana de Xixí                   | Camarasa | cabana       |               | 42° 00′ 56″ N, 0° 50′ 33″ E / 42.0155806987516°N,0.842462466477671°E                                |           |                     | Modifica les dades a Wikidata |
|        | cabana de l'Obaga de Jaume       | Camarasa | cabana       |               | 42° 01′ 09″ N, 0° 50′ 35″ E / 42.0190681819422°N,0.843057096290282°E                                |           |                     | Modifica les dades a Wikidata |
|        | cabana de la Pastora             | Camarasa | cabana       |               | 41° 50′ 56″ N, 0° 54′ 29″ E / 41.848841672319°N,0.908134884986469°E                                 |           |                     | Modifica les dades a Wikidata |
|        | cabana de la Peluda              | Camarasa | cabana       |               | 41° 52′ 07″ N, 0° 53′ 18″ E / 41.8687162577791°N,0.888340793383624°E                                |           |                     | Modifica les dades a Wikidata |
|        | cabana de la Planta del Moro     | Camarasa | cabana       |               | 42° 00′ 17″ N, 0° 50′ 31″ E / 42.0045928232633°N,0.841952461519404°E                                |           |                     | Modifica les dades a Wikidata |
|        | cabana de la Serra               | Camarasa | cabana       |               | 41° 58′ 09″ N, 0° 52′ 52″ E / 41.9692155048107°N,0.881004817301975°E                                |           |                     | Modifica les dades a Wikidata |
|        | cabana del Bellona               | Camarasa | cabana       |               | 41° 50′ 58″ N, 0° 52′ 13″ E / 41.8495433841136°N,0.87037353139804°E                                 |           |                     | Modifica les dades a Wikidata |
|        | cabana del Botet                 | Camarasa | cabana       |               | 41° 50′ 05″ N, 0° 54′ 51″ E / 41.8347854969913°N,0.914216799166922°E                                |           |                     | Modifica les dades a Wikidata |
|        | cabana del Botxo                 | Camarasa | cabana       |               | 41° 51′ 48″ N, 0° 53′ 03″ E / 41.8634315746124°N,0.884044923989645°E                                |           |                     | Modifica les dades a Wikidata |
|        | cabana del Carlets               | Camarasa | cabana       |               | 41° 51′ 46″ N, 0° 54′ 26″ E / 41.86288348416°N,0.907207192715668°E                                  |           |                     | Modifica les dades a Wikidata |
|        | cabana del Cúria                 | Camarasa | cabana       |               | 41° 52′ 27″ N, 0° 51′ 51″ E / 41.8742320375918°N,0.864215600292985°E                                |           |                     | Modifica les dades a Wikidata |
|        | cabana del Duran                 | Camarasa | cabana       |               | 41° 52′ 01″ N, 0° 53′ 28″ E / 41.8669316781907°N,0.891206904545255°E                                |           |                     | Modifica les dades a Wikidata |
|        | cabana del Forcat                | Camarasa | cabana       |               | 41° 50′ 52″ N, 0° 51′ 06″ E / 41.8477723069107°N,0.851690088808147°E                                |           |                     | Modifica les dades a Wikidata |
|        | cabana del Fuster                | Camarasa | cabana       |               | 41° 51′ 58″ N, 0° 53′ 22″ E / 41.8659896297897°N,0.8894426389163°E                                  |           |                     | Modifica les dades a Wikidata |
|        | cabana del Gelis                 | Camarasa | cabana       |               | 41° 51′ 59″ N, 0° 54′ 23″ E / 41.8662658306598°N,0.906494408992214°E                                |           |                     | Modifica les dades a Wikidata |
|        | cabana del Jan                   | Camarasa | cabana       |               | 42° 01′ 13″ N, 0° 54′ 27″ E / 42.0203441104503°N,0.90758132129846°E                                 |           |                     | Modifica les dades a Wikidata |
|        | cabana del Llúcio                | Camarasa | cabana       |               | 42° 01′ 08″ N, 0° 50′ 10″ E / 42.0188177663646°N,0.835976142061631°E                                |           |                     | Modifica les dades a Wikidata |
|        | cabana del Monon                 | Camarasa | cabana       |               | 41° 53′ 04″ N, 0° 55′ 10″ E / 41.8844069827348°N,0.919520864992284°E                                |           |                     | Modifica les dades a Wikidata |
|        | cabana del Pedra                 | Camarasa | cabana       |               | 41° 56′ 40″ N, 0° 52′ 24″ E / 41.944471321297°N,0.87322843462999°E                                  |           |                     | Modifica les dades a Wikidata |
|        | cabana del Perico                | Camarasa | cabana       |               | 41° 51′ 30″ N, 0° 52′ 49″ E / 41.8582474213408°N,0.880324685296317°E                                |           |                     | Modifica les dades a Wikidata |
|        | cabana del Rita                  | Camarasa | cabana       |               | 41° 51′ 00″ N, 0° 53′ 13″ E / 41.8499203561723°N,0.88687545747913°E                                 |           |                     | Modifica les dades a Wikidata |
|        | cabana del Rossell               | Camarasa | cabana       |               | 41° 52′ 16″ N, 0° 54′ 00″ E / 41.8712184909457°N,0.90004287077892°E                                 |           |                     | Modifica les dades a Wikidata |
|        | cabana del Rubinat               | Camarasa | cabana       |               | 41° 51′ 08″ N, 0° 53′ 24″ E / 41.8521214373414°N,0.890007208157543°E                                |           |                     | Modifica les dades a Wikidata |
|        | cabana del Tàrrega               | Camarasa | cabana       |               | 41° 50′ 41″ N, 0° 50′ 56″ E / 41.8445932143983°N,0.848809449472806°E                                |           |                     | Modifica les dades a Wikidata |
|        | cabana del Viudo                 | Camarasa | cabana       |               | 41° 57′ 51″ N, 0° 51′ 21″ E / 41.9641984814531°N,0.855757900649579°E                                |           |                     | Modifica les dades a Wikidata |
|        | cobert de Cal Vegé               | Camarasa | cabana       |               | 41° 51′ 24″ N, 0° 49′ 48″ E / 41.856667026255°N,0.829961090661455°E                                 |           |                     | Modifica les dades a Wikidata |
|        | cobert de Masia Ciego            | Camarasa | cabana       |               | 41° 50′ 08″ N, 0° 50′ 02″ E / 41.8355420258494°N,0.833962857815631°E                                |           |                     | Modifica les dades a Wikidata |
|        | cobert de Pujol                  | Camarasa | cabana       |               | 41° 51′ 01″ N, 0° 49′ 30″ E / 41.8502620572098°N,0.825118542346825°E                                |           |                     | Modifica les dades a Wikidata |
|        | cobert de Xats                   | Camarasa | cabana       |               | 41° 51′ 36″ N, 0° 52′ 04″ E / 41.8599045646302°N,0.867680390193857°E                                |           |                     | Modifica les dades a Wikidata |
|        | cobert de Xerla                  | Camarasa | cabana       |               | 41° 51′ 10″ N, 0° 49′ 57″ E / 41.8528526909736°N,0.83257156859443°E                                 |           |                     | Modifica les dades a Wikidata |
|        | cobert de l'Agustinot            | Camarasa | cabana       |               | 41° 51′ 17″ N, 0° 51′ 51″ E / 41.8547345135729°N,0.864262363680419°E                                |           |                     | Modifica les dades a Wikidata |
|        | cobert de l'Isidret              | Camarasa | cabana       |               | 41° 50′ 30″ N, 0° 48′ 58″ E / 41.8417621305315°N,0.81620494978603°E                                 |           |                     | Modifica les dades a Wikidata |
|        | cobert de la Masia Francès       | Camarasa | cabana       |               | 41° 49′ 35″ N, 0° 51′ 09″ E / 41.8263326940249°N,0.85239527151012°E                                 |           |                     | Modifica les dades a Wikidata |
|        | cobert del Benet                 | Camarasa | cabana       |               | 41° 51′ 28″ N, 0° 52′ 03″ E / 41.8578187076433°N,0.867388302199968°E                                |           |                     | Modifica les dades a Wikidata |
|        | cobert del Berel                 | Camarasa | cabana       |               | 41° 50′ 47″ N, 0° 53′ 13″ E / 41.8464915061399°N,0.887012433100149°E                                |           |                     | Modifica les dades a Wikidata |
|        | cobert del Cantoner              | Camarasa | cabana       |               | 41° 51′ 52″ N, 0° 50′ 19″ E / 41.8644026628816°N,0.838518712223428°E                                |           |                     | Modifica les dades a Wikidata |
|        | cobert del Dretxo                | Camarasa | cabana       |               | 41° 51′ 05″ N, 0° 52′ 49″ E / 41.851367758766°N,0.880383288122867°E                                 |           |                     | Modifica les dades a Wikidata |
|        | cobert del Fideu                 | Camarasa | cabana       |               | 41° 51′ 36″ N, 0° 52′ 42″ E / 41.8600216460552°N,0.878374619575191°E                                |           |                     | Modifica les dades a Wikidata |
|        | cobert del Llopet                | Camarasa | cabana       |               | 41° 50′ 14″ N, 0° 52′ 00″ E / 41.8372465072325°N,0.866795157743425°E                                |           |                     | Modifica les dades a Wikidata |
|        | cobert del Manolo                | Camarasa | cabana       |               | 41° 50′ 59″ N, 0° 49′ 16″ E / 41.8497023105235°N,0.821246830820249°E                                |           |                     | Modifica les dades a Wikidata |
|        | cobert del Mingo                 | Camarasa | cabana       |               | 41° 51′ 26″ N, 0° 51′ 26″ E / 41.8571711395563°N,0.857278393001318°E                                |           |                     | Modifica les dades a Wikidata |
|        | cobert del Vegé                  | Camarasa | cabana       |               | 41° 51′ 49″ N, 0° 50′ 14″ E / 41.8635773575837°N,0.837257377997447°E                                |           |                     | Modifica les dades a Wikidata |
|        | cobert del Xelis                 | Camarasa | cabana       |               | 41° 52′ 08″ N, 0° 52′ 51″ E / 41.8687571410751°N,0.880784670597755°E                                |           |                     | Modifica les dades a Wikidata |
|        | corral de Batistó                | Camarasa | cabana       |               | 41° 57′ 12″ N, 0° 51′ 50″ E / 41.9532295614612°N,0.863992124303348°E                                |           |                     | Modifica les dades a Wikidata |
|        | corral de Batllevell             | Camarasa | cabana       |               | 41° 59′ 43″ N, 0° 51′ 36″ E / 41.9951677815097°N,0.859969924399577°E                                |           |                     | Modifica les dades a Wikidata |
|        | corral de Casa Camperol          | Camarasa | cabana       |               | 42° 01′ 10″ N, 0° 49′ 42″ E / 42.0194139352286°N,0.828443724295575°E                                |           |                     | Modifica les dades a Wikidata |
|        | corral de Gramenet               | Camarasa | cabana       |               | 42° 01′ 20″ N, 0° 54′ 24″ E / 42.0222118082478°N,0.906783297837055°E                                |           |                     | Modifica les dades a Wikidata |
|        | corral de Pedrol                 | Camarasa | cabana       |               | 42° 01′ 19″ N, 0° 49′ 28″ E / 42.0220025176631°N,0.824369875227861°E                                |           |                     | Modifica les dades a Wikidata |
|        | corral de Petxo                  | Camarasa | cabana       |               | 42° 00′ 45″ N, 0° 50′ 02″ E / 42.0124367586208°N,0.833813547873222°E                                |           |                     | Modifica les dades a Wikidata |
|        | corral de Tomeu                  | Camarasa | cabana       |               | 41° 57′ 22″ N, 0° 51′ 48″ E / 41.9560282796717°N,0.86339187906934°E                                 |           |                     | Modifica les dades a Wikidata |
|        | corral de l'Aleu                 | Camarasa | cabana       |               | 41° 53′ 29″ N, 0° 52′ 42″ E / 41.8913376980724°N,0.878459146078386°E                                |           |                     | Modifica les dades a Wikidata |
|        | corral de l'Artic                | Camarasa | cabana       |               | 42° 01′ 20″ N, 0° 54′ 08″ E / 42.0221385787146°N,0.902280584195051°E                                |           |                     | Modifica les dades a Wikidata |
|        | corral de la Colladeta           | Camarasa | cabana       |               | 42° 01′ 05″ N, 0° 49′ 27″ E / 42.0181075949578°N,0.824140386070022°E                                |           |                     | Modifica les dades a Wikidata |
|        | corral de la Plana               | Camarasa | cabana       |               | 41° 58′ 30″ N, 0° 54′ 14″ E / 41.9751131712869°N,0.903982010572645°E                                |           |                     | Modifica les dades a Wikidata |
|        | corral de la Planella            | Camarasa | cabana       |               | 42° 01′ 18″ N, 0° 50′ 02″ E / 42.0217853377169°N,0.833834302503855°E                                |           |                     | Modifica les dades a Wikidata |
|        | corral de la Virella             | Camarasa | cabana       |               | 41° 58′ 44″ N, 0° 53′ 14″ E / 41.9789911969084°N,0.887089718946996°E                                |           |                     | Modifica les dades a Wikidata |
|        | corral de les Plantes del Pubill | Camarasa | cabana       |               | 41° 59′ 39″ N, 0° 49′ 31″ E / 41.9941472755287°N,0.825331310498234°E                                |           |                     | Modifica les dades a Wikidata |
|        | corral del Domingo               | Camarasa | cabana       |               | 42° 01′ 36″ N, 0° 53′ 28″ E / 42.0265884936731°N,0.891033730511656°E                                |           |                     | Modifica les dades a Wikidata |
|        | corral del Llorencet             | Camarasa | cabana       |               | 41° 52′ 53″ N, 0° 54′ 20″ E / 41.8813273056944°N,0.905677253904192°E                                |           |                     | Modifica les dades a Wikidata |
|        | corral del Molí d'en Guàrdia     | Camarasa | cabana       |               | 41° 59′ 51″ N, 0° 49′ 45″ E / 41.9974892800533°N,0.829177531258364°E                                |           |                     | Modifica les dades a Wikidata |
|        | corral del Pintabotes            | Camarasa | cabana       |               | 41° 53′ 02″ N, 0° 54′ 50″ E / 41.8838651695049°N,0.913982498146614°E                                |           |                     | Modifica les dades a Wikidata |
|        | corral del Pujol de les Cabanes  | Camarasa | cabana       |               | 41° 59′ 29″ N, 0° 53′ 25″ E / 41.9913903335666°N,0.890397771450886°E                                |           |                     | Modifica les dades a Wikidata |
|        | corral del Raudonar de Coixet    | Camarasa | cabana       |               | 42° 01′ 18″ N, 0° 50′ 16″ E / 42.0216451493648°N,0.837861007048444°E                                |           |                     | Modifica les dades a Wikidata |
|        | corral del Serradelló            | Camarasa | cabana       |               | 41° 57′ 18″ N, 0° 51′ 43″ E / 41.955070189159°N,0.86201723220984°E                                  |           |                     | Modifica les dades a Wikidata |
|        | corral dels Cipells              | Camarasa | cabana       |               | 42° 01′ 21″ N, 0° 50′ 07″ E / 42.0225936422117°N,0.8351475218889°E                                  |           |                     | Modifica les dades a Wikidata |
|        | corrals de Sant Jordi            | Camarasa | cabana       |               | 41° 53′ 27″ N, 0° 53′ 48″ E / 41.890867671287°N,0.89670393045875°E ca:A la Serra Carbonera 691 msnm |           |                     | Modifica les dades a Wikidata |
|        | corrals del Magí                 | Camarasa | cabana       |               | 41° 55′ 37″ N, 0° 52′ 20″ E / 41.9268956451813°N,0.872227792632525°E                                |           |                     | Modifica les dades a Wikidata |
|        | els Corrals                      | Camarasa | cabana       |               | 41° 53′ 12″ N, 0° 52′ 18″ E / 41.8866294995692°N,0.871757152593525°E                                |           |                     | Modifica les dades a Wikidata |
|        | era de Carronya                  | Camarasa | cabana       |               | 41° 57′ 24″ N, 0° 50′ 50″ E / 41.9565998058943°N,0.847228983475582°E                                |           |                     | Modifica les dades a Wikidata |
|        | era de Dominguet                 | Camarasa | cabana       |               | 41° 58′ 31″ N, 0° 53′ 31″ E / 41.9753971432975°N,0.891951765732237°E                                |           |                     | Modifica les dades a Wikidata |
|        | era de Ferreró                   | Camarasa | cabana       |               | 41° 57′ 54″ N, 0° 51′ 18″ E / 41.9648856378037°N,0.85493841524654°E                                 |           |                     | Modifica les dades a Wikidata |
|        | era de Gari                      | Camarasa | cabana       |               | 41° 50′ 55″ N, 0° 52′ 19″ E / 41.8486376710673°N,0.872041743958626°E                                |           |                     | Modifica les dades a Wikidata |
|        | era de Gavarreto                 | Camarasa | cabana       |               | 41° 50′ 49″ N, 0° 49′ 27″ E / 41.8469397501324°N,0.82421934751863°E                                 |           |                     | Modifica les dades a Wikidata |
|        | era de Miqueló                   | Camarasa | cabana       |               | 42° 01′ 14″ N, 0° 54′ 30″ E / 42.0205397487766°N,0.908432425577648°E                                |           |                     | Modifica les dades a Wikidata |
|        | era de Pedrolet                  | Camarasa | cabana       |               | 41° 50′ 54″ N, 0° 52′ 14″ E / 41.8484119789372°N,0.870555615756391°E                                |           |                     | Modifica les dades a Wikidata |
|        | era de l'Ernesto                 | Camarasa | cabana       |               | 41° 51′ 22″ N, 0° 53′ 02″ E / 41.8560713171998°N,0.883926256143715°E                                |           |                     | Modifica les dades a Wikidata |
|        | era del Bep                      | Camarasa | cabana       |               | 41° 50′ 06″ N, 0° 51′ 58″ E / 41.8351357083326°N,0.866130674321778°E                                |           |                     | Modifica les dades a Wikidata |
|        | era del Botet                    | Camarasa | cabana       |               | 41° 49′ 54″ N, 0° 51′ 11″ E / 41.8317593839742°N,0.853141046371878°E                                |           |                     | Modifica les dades a Wikidata |
|        | era del Cisco de Pau             | Camarasa | cabana       |               | 41° 51′ 05″ N, 0° 49′ 38″ E / 41.8515109640167°N,0.827340826074627°E                                |           |                     | Modifica les dades a Wikidata |
|        | era del Cussó                    | Camarasa | cabana       |               | 41° 51′ 03″ N, 0° 52′ 36″ E / 41.8509302129063°N,0.87668765464273°E                                 |           |                     | Modifica les dades a Wikidata |
|        | era del Ferrús                   | Camarasa | cabana       |               | 41° 51′ 50″ N, 0° 55′ 06″ E / 41.8637974925688°N,0.918346034514104°E                                |           |                     | Modifica les dades a Wikidata |
|        | era del Guasc                    | Camarasa | cabana       |               | 41° 50′ 55″ N, 0° 52′ 48″ E / 41.8484863018374°N,0.879924367869156°E                                |           |                     | Modifica les dades a Wikidata |
|        | era del Marrasser                | Camarasa | cabana       |               | 41° 51′ 21″ N, 0° 52′ 50″ E / 41.8559544612113°N,0.880520900336667°E                                |           |                     | Modifica les dades a Wikidata |
|        | era del Mirada                   | Camarasa | cabana       |               | 41° 51′ 03″ N, 0° 49′ 40″ E / 41.8509631889513°N,0.827901427182618°E                                |           |                     | Modifica les dades a Wikidata |
|        | era del Pedra                    | Camarasa | cabana       |               | 41° 57′ 14″ N, 0° 51′ 30″ E / 41.9538707547363°N,0.858288040210129°E                                |           |                     | Modifica les dades a Wikidata |
|        | era del Pere Bellona             | Camarasa | cabana       |               | 41° 50′ 59″ N, 0° 52′ 24″ E / 41.8496083945783°N,0.87339478849885°E                                 |           |                     | Modifica les dades a Wikidata |
|        | era del Pintabotes               | Camarasa | cabana       |               | 41° 51′ 09″ N, 0° 52′ 55″ E / 41.8524058351456°N,0.881975212674423°E                                |           |                     | Modifica les dades a Wikidata |
|        | era del Quelo                    | Camarasa | cabana       |               | 41° 51′ 18″ N, 0° 52′ 26″ E / 41.8550755194701°N,0.873900260331119°E                                |           |                     | Modifica les dades a Wikidata |
|        | era del Querrilla                | Camarasa | cabana       |               | 41° 51′ 55″ N, 0° 54′ 04″ E / 41.8653489132939°N,0.901162769421487°E                                |           |                     | Modifica les dades a Wikidata |
|        | era del Ramon del Mercè          | Camarasa | cabana       |               | 41° 50′ 47″ N, 0° 52′ 57″ E / 41.846469788132°N,0.882411997488426°E                                 |           |                     | Modifica les dades a Wikidata |
|        | era del Romà                     | Camarasa | cabana       |               | 41° 49′ 39″ N, 0° 52′ 54″ E / 41.8276052233177°N,0.881625218469767°E                                |           |                     | Modifica les dades a Wikidata |
|        | era del Trompet                  | Camarasa | cabana       |               | 41° 50′ 59″ N, 0° 52′ 20″ E / 41.8496328777221°N,0.872285793023207°E                                |           |                     | Modifica les dades a Wikidata |
|        | eres de la Vall                  | Camarasa | cabana       |               | 41° 50′ 16″ N, 0° 54′ 29″ E / 41.8378959295052°N,0.907961628706173°E                                |           |                     | Modifica les dades a Wikidata |
|        | pleta de Cadell                  | Camarasa | cabana       |               | 42° 01′ 13″ N, 0° 53′ 14″ E / 42.0202873013112°N,0.887280564487926°E                                |           |                     | Modifica les dades a Wikidata |

## carrer
| imatge | Nom                             | Ubicat a                | instància de | Detalls                     | coordenades                                                                        | Protecció                                  | Commons (més fotos)                            | Dades a WD                    |
| ------ | ------------------------------- | ----------------------- | ------------ | --------------------------- | ---------------------------------------------------------------------------------- | ------------------------------------------ | ---------------------------------------------- | ----------------------------- |
|        | carrer de l'Església            | Sant Llorenç de Montgai | carrer       | Estil: arquitectura popular | 41° 52′ 09″ N, 0° 50′ 30″ E / 41.869069°N,0.841619°E 252 msnm                      | bé integrant del patrimoni cultural català | Carrer de l'Església (Sant Llorenç de Montgai) | Modifica les dades a Wikidata |
|        | carrer de la Font de Fontllonga | Fontllonga              | carrer       | Estil: arquitectura popular | 41° 58′ 14″ N, 0° 51′ 30″ E / 41.970672°N,0.858433°E ca:carrer de la Font 642 msnm | bé integrant del patrimoni cultural català | Carrer de la Font de Fontllonga                | Modifica les dades a Wikidata |

## castell
| imatge | Nom                           | Ubicat a | instància de | Detalls                                                        | coordenades | Protecció                                            | Commons (més fotos)                        | Dades a WD                    |
| ------ | ----------------------------- | -------- | ------------ | -------------------------------------------------------------- | --- | ---------------------------------------------------- | ------------------------------------------ | ----------------------------- |
|        | Castell de Camarasa           | Camarasa | castell      |                                                                | 41° 52′ 34″ N, 0° 52′ 41″ E / 41.876211111111°N,0.87801111111111°E ca:Turó del Castell, Camarasa 330 msnm                               | bé d'interès cultural bé cultural d'interès nacional | Castell de Camarasa                        | Modifica les dades a Wikidata |
|        | Castell de Figuerola de Meià  | Camarasa | castell      |                                                                | 41° 58′ 29″ N, 0° 53′ 27″ E / 41.9747222222°N,0.890833333333°E 765 msnm                                                                 |                                                      | Torre de la Inquisició (Figuerola de Meià) | Modifica les dades a Wikidata |
|        | Castell de Gelis              | Camarasa | castell      |                                                                | 41° 52′ 03″ N, 0° 51′ 01″ E / 41.867409°N,0.850397°E 504 msnm                                                                           |                                                      |                                            | Modifica les dades a Wikidata |
|        | Castell de Llorenç de Montgai | Camarasa | castell      | Estil: arquitectura romànica 11st century                      | 41° 52′ 15″ N, 0° 49′ 45″ E / 41.8709638889°N,0.829155555556°E ca:A la serra de Sant Cristòfol, damunt Sant Llorenç de Montgai 556 msnm | bé d'interès cultural bé cultural d'interès nacional | Castell de Llorenç de Montgai              | Modifica les dades a Wikidata |
|        | Castell de la Maçana          | Camarasa | castell      |                                                                | 41° 55′ 42″ N, 0° 53′ 15″ E / 41.9283590366599°N,0.887580155337152°E 576 msnm                                                           |                                                      | Castell de la Maçana                       | Modifica les dades a Wikidata |
|        | Ruïnes de Montaspre           | Camarasa | castell      | Estil: arquitectura romànica arquitectura popular 11st century | 42° 01′ 12″ N, 0° 48′ 35″ E / 42.020067°N,0.80959°E ca:a l'oest de l'Ametlla del Montsec 784 msnm                                       | bé integrant del patrimoni cultural català           | Castell de Montaspre                       | Modifica les dades a Wikidata |
|        | castell d'Oroners             | Camarasa | castell      |                                                                | 41° 59′ 24″ N, 0° 50′ 16″ E / 41.9898805556°N,0.837872222222°E                                                                          |                                                      |                                            | Modifica les dades a Wikidata |
|        | castell de Fontllonga         | Camarasa | castell      | Estil: arquitectura romànica                                   | 41° 58′ 18″ N, 0° 51′ 32″ E / 41.9715305556°N,0.858886111111°E 675 msnm                                                                 | bé integrant del patrimoni cultural català           | Castell de Fontllonga                      | Modifica les dades a Wikidata |
|        | castell de Rúbies             | Camarasa | castell      | Estil: arquitectura romànica                                   | 42° 01′ 15″ N, 0° 54′ 45″ E / 42.0209083333°N,0.912463888889°E 1145 msnm                                                                |                                                      |                                            | Modifica les dades a Wikidata |
|        | castell de Sant Oïsme         | Camarasa | castell      | Estil: arquitectura romànica 11st century                      | 41° 59′ 53″ N, 0° 50′ 41″ E / 41.998°N,0.844703°E ca:Al nucli de la Baronia de Sant Oïsme 401 msnm                                      | bé d'interès cultural bé cultural d'interès nacional | Castell de Sant Oïsme                      | Modifica les dades a Wikidata |
|        | els Castellots                | Camarasa | castell      |                                                                | 42° 01′ 12″ N, 0° 48′ 39″ E / 42.019975°N,0.810806°E 784 msnm                                                                           |                                                      |                                            | Modifica les dades a Wikidata |

## collada
| imatge | Nom             | Ubicat a          | instància de | Detalls | coordenades                                                       | Protecció | Commons (més fotos) | Dades a WD                    |
| ------ | --------------- | ----------------- | ------------ | ------- | ----------------------------------------------------------------- | --------- | ------------------- | ----------------------------- |
|        | pas de la Lloba | Camarasa Llimiana | collada      |         | 42° 02′ 05″ N, 0° 53′ 55″ E / 42.03475°N,0.89872222°E 1092.4 msnm |           | Pas de la Lloba     | Modifica les dades a Wikidata |
|        | portella Blanca | Camarasa Llimiana | collada      |         | 42° 01′ 32″ N, 0° 54′ 58″ E / 42.025639°N,0.916089°E 1442.7 msnm  |           | Portella Blanca     | Modifica les dades a Wikidata |

## cova
| imatge | Nom                | Ubicat a | instància de | Detalls | coordenades                                                          | Protecció | Commons (més fotos) | Dades a WD                    |
| ------ | ------------------ | -------- | ------------ | ------- | -------------------------------------------------------------------- | --------- | ------------------- | ----------------------------- |
|        | Cova Negra         | Camarasa | cova         |         | 42° 01′ 10″ N, 0° 48′ 09″ E / 42.0194603095321°N,0.802499720797873°E |           |                     | Modifica les dades a Wikidata |
|        | Forat Micó         | Camarasa | cova         |         | 41° 58′ 15″ N, 0° 54′ 01″ E / 41.9708219629363°N,0.900297093418556°E |           |                     | Modifica les dades a Wikidata |
|        | Forat de l'Or      | Camarasa | cova         |         | 42° 02′ 21″ N, 0° 53′ 05″ E / 42.039028713437°N,0.8848353397374°E    |           |                     | Modifica les dades a Wikidata |
|        | Forat del Coscoll  | Camarasa | cova         |         | 41° 56′ 43″ N, 0° 51′ 29″ E / 41.9454114642613°N,0.858149087687305°E |           |                     | Modifica les dades a Wikidata |
|        | cova de Comaró     | Camarasa | cova         |         | 42° 01′ 08″ N, 0° 48′ 46″ E / 42.0188650336064°N,0.812822213270889°E |           |                     | Modifica les dades a Wikidata |
|        | cova de Ferremini  | Camarasa | cova         |         | 42° 01′ 23″ N, 0° 55′ 03″ E / 42.0229651237798°N,0.917496119057795°E |           |                     | Modifica les dades a Wikidata |
|        | cova de Molinou    | Camarasa | cova         |         | 41° 59′ 09″ N, 0° 48′ 46″ E / 41.9858737869497°N,0.812696926372116°E |           |                     | Modifica les dades a Wikidata |
|        | cova de l'Escaleta | Camarasa | cova         |         | 41° 53′ 59″ N, 0° 52′ 46″ E / 41.8995942165307°N,0.879318917851274°E |           |                     | Modifica les dades a Wikidata |
|        | cova de la Maçana  | Camarasa | cova         |         | 41° 55′ 24″ N, 0° 53′ 04″ E / 41.9234641995279°N,0.884401239888319°E |           |                     | Modifica les dades a Wikidata |
|        | cova de la Tecla   | Camarasa | cova         |         | 41° 57′ 06″ N, 0° 53′ 46″ E / 41.951705123635°N,0.896038666576132°E  |           |                     | Modifica les dades a Wikidata |
|        | cova del Cristall  | Camarasa | cova         |         | 42° 01′ 12″ N, 0° 53′ 53″ E / 42.0201263588326°N,0.898131641564535°E |           |                     | Modifica les dades a Wikidata |
|        | cova dels Lladres  | Camarasa | cova         |         | 42° 01′ 38″ N, 0° 53′ 07″ E / 42.0271472061237°N,0.885181100843046°E |           |                     | Modifica les dades a Wikidata |

## curs d'aigua
| imatge | Nom               | Ubicat a                                         | instància de | Detalls                                      | coordenades                                                                                                  | Protecció | Commons (més fotos) | Dades a WD                    |
| ------ | ----------------- | ------------------------------------------------ | ------------ | -------------------------------------------- | --- | --------- | ------------------- | ----------------------------- |
|        | Noguera Pallaresa | Vall d'Aran Pallars Sobirà Pallars Jussà Noguera | curs d'aigua | Desemboca: Segre Llarg: 154km Conca: 2820km² | 41° 54′ 23″ N, 0° 53′ 24″ E / 41.9064°N,0.8901°E 42° 42′ 43″ N, 0° 56′ 58″ E / 42.71185°N,0.94951944444444°E |           | Noguera Pallaresa   | Modifica les dades a Wikidata |
|        | barranc de Marcó  | Àger Camarasa                                    | curs d'aigua | Llarg: 5.5km                                 | 42° 13′ 39″ N, 0° 50′ 14″ E / 42.2274°N,0.837356°E                                                           |           |                     | Modifica les dades a Wikidata |

## edifici
| imatge | Nom                       | Ubicat a | instància de | Detalls                     | coordenades                                                                 | Protecció                                  | Commons (més fotos)             | Dades a WD                    |
| ------ | ------------------------- | -------- | ------------ | --------------------------- | --------------------------------------------------------------------------- | ------------------------------------------ | ------------------------------- | ----------------------------- |
|        | Casa Bonet                | Camarasa | edifici      | Estil: arquitectura popular | 41° 58′ 28″ N, 0° 53′ 25″ E / 41.9744°N,0.890365°E                          | bé integrant del patrimoni cultural català | Casa Bonet de Figuerola de Meià | Modifica les dades a Wikidata |
|        | Castellot del temps carlí | Camarasa | edifici      | Estil: arquitectura popular | 41° 52′ 35″ N, 0° 52′ 43″ E / 41.876327777778°N,0.87862222222222°E 330 msnm | bé integrant del patrimoni cultural català | Castellot del temps carlí       | Modifica les dades a Wikidata |
|        | els Campaments de Fecsa   | Camarasa | edifici      |                             | 41° 53′ 49″ N, 0° 52′ 55″ E / 41.896902302525°N,0.88204071767416°E          |                                            |                                 | Modifica les dades a Wikidata |

## embassament
| imatge | Nom                              | Ubicat a                                                   | instància de                            | Detalls                                          | coordenades                                                   | Protecció | Commons (més fotos)              | Dades a WD                    |
| ------ | -------------------------------- | ---------------------------------------------------------- | --------------------------------------- | ------------------------------------------------ | ------------------------------------------------------------- | --------- | -------------------------------- | ----------------------------- |
|        | pantà de Camarasa                | Àger Vilanova de Meià Camarasa les Avellanes i Santa Linya | embassament                             | Superfície: 624ha Volum: 163.4hm³ Conca: 2850km² | 41° 54′ 29″ N, 0° 53′ 13″ E / 41.90806°N,0.886862°E 336 msnm  |           | Pantà de Camarasa                | Modifica les dades a Wikidata |
|        | pantà de Sant Llorenç de Montgai | Camarasa                                                   | embassament llac central hidroelèctrica | Superfície: 131ha Volum: 9.5hm³ Conca: 7110km²   | 41° 51′ 33″ N, 0° 50′ 24″ E / 41.85908°N,0.84011°E 247.1 msnm |           | Pantà de Sant Llorenç de Montgai | Modifica les dades a Wikidata |

## entitat singular de població
| imatge | Nom                      | Ubicat a | instància de                                   | Detalls | coordenades                                                                   | Protecció | Commons (més fotos)      | Dades a WD                    |
| ------ | ------------------------ | -------- | ---------------------------------------------- | ------- | ----------------------------------------------------------------------------- | --------- | ------------------------ | ----------------------------- |
|        | Camarasa                 | Camarasa | entitat singular de població capital municipal | 569 hab | 41° 52′ 29″ N, 0° 52′ 41″ E / 41.87486°N,0.87814°E 287 msnm                   |           |                          | Modifica les dades a Wikidata |
|        | Figuerola de Meià        | Camarasa | entitat singular de població                   | 5 hab   | 41° 58′ 30″ N, 0° 53′ 27″ E / 41.9748990561052°N,0.890821633040657°E 769 msnm |           | Figuerola de Meià        | Modifica les dades a Wikidata |
|        | Fontllonga               | Camarasa | entitat singular de població                   | 13 hab  | 41° 58′ 13″ N, 0° 51′ 33″ E / 41.970325817414°N,0.85909330788627°E 552 msnm   |           | Fontllonga               | Modifica les dades a Wikidata |
|        | Sant Llorenç de Montgai  | Camarasa | entitat singular de població                   | 196 hab | 41° 52′ 04″ N, 0° 50′ 28″ E / 41.86777778°N,0.84111111°E 258 msnm             |           | Sant Llorenç de Montgai  | Modifica les dades a Wikidata |
|        | l'Ametlla del Montsec    | Camarasa | entitat singular de població                   | 27 hab  | 42° 00′ 48″ N, 0° 49′ 32″ E / 42.013357°N,0.825587°E 560 msnm                 |           | L'Ametlla del Montsec    | Modifica les dades a Wikidata |
|        | la Baronia de Sant Oïsme | Camarasa | entitat singular de població                   | 5 hab   | 41° 59′ 53″ N, 0° 50′ 41″ E / 41.9981°N,0.844661°E 397 msnm                   |           | La Baronia de Sant Oïsme | Modifica les dades a Wikidata |
|        | la Maçana                | Camarasa | entitat singular de població                   | 3 hab   | 41° 55′ 45″ N, 0° 52′ 40″ E / 41.929224°N,0.877719°E 525 msnm                 |           | La Maçana (Camarasa)     | Modifica les dades a Wikidata |

## església
| imatge | Nom                                       | Ubicat a              | instància de                  | Detalls                                                           | coordenades                                                                                    | Protecció                                  | Commons (més fotos)                       | Dades a WD                    |
| ------ | ----------------------------------------- | --------------------- | ----------------------------- | ----------------------------------------------------------------- | ---------------------------------------------------------------------------------------------- | ------------------------------------------ | ----------------------------------------- | ----------------------------- |
|        | Ermita de Sant Jordi                      | Camarasa              | església ermita               | Estil: arquitectura popular                                       | 41° 53′ 14″ N, 0° 53′ 52″ E / 41.887212°N,0.897843°E                                           | bé integrant del patrimoni cultural català | Sant Jordi de Camarasa                    | Modifica les dades a Wikidata |
|        | Mare de Déu del Carme                     | Camarasa              | església capella              |                                                                   | 41° 57′ 54″ N, 0° 51′ 42″ E / 41.9649212223959°N,0.861670714801624°E                           |                                            |                                           | Modifica les dades a Wikidata |
|        | Mare de Déu del Remei d'Oroners           | Camarasa              | església jaciment arqueològic | Estil: arquitectura romànica                                      | 41° 59′ 29″ N, 0° 50′ 21″ E / 41.991434°N,0.839092°E 442 msnm                                  | bé integrant del patrimoni cultural català | Mare de Déu del Remei d'Oroners           | Modifica les dades a Wikidata |
|        | Mare de Déu del castell de Sant Llorenç   | Camarasa              | església                      | Estil: arquitectura romànica                                      | 41° 52′ 15″ N, 0° 49′ 51″ E / 41.8709461°N,0.8309058°E 503 msnm                                | bé integrant del patrimoni cultural català | Mare de Déu del Castell de Llorenç        | Modifica les dades a Wikidata |
|        | Sant Antoni i Sant Jordi de Camarasa      | Camarasa              | església                      | Estil: arquitectura barroca                                       | 41° 52′ 27″ N, 0° 52′ 38″ E / 41.874277°N,0.87736°E ca:Pl. de l'Església 287 msnm              | bé integrant del patrimoni cultural català | Sant Antoni i Sant Jordi de Camarasa      | Modifica les dades a Wikidata |
|        | Sant Bartomeu de la Baronia de Sant Oïsme | Camarasa              | església                      | Estil: arquitectura romànica                                      | 41° 59′ 52″ N, 0° 50′ 42″ E / 41.9977°N,0.844872°E 398 msnm                                    | bé integrant del patrimoni cultural català | Sant Bartomeu de la Baronia de Sant Oïsme | Modifica les dades a Wikidata |
|        | Sant Bernabeu de Miralpeix                | Camarasa              | església                      | Estat: ruïnós                                                     | 41° 58′ 16″ N, 0° 50′ 50″ E / 41.9712072040947°N,0.847207638350852°E                           |                                            |                                           | Modifica les dades a Wikidata |
|        | Sant Joan                                 | Camarasa              | església capella              |                                                                   | 41° 59′ 11″ N, 0° 53′ 59″ E / 41.986384482379°N,0.89959703150801°E                             |                                            |                                           | Modifica les dades a Wikidata |
|        | Sant Julià de la Portella                 | Camarasa              | església capella              | Estat: ruïnós                                                     | 42° 01′ 44″ N, 0° 54′ 20″ E / 42.028819305274°N,0.90544757155971°E                             |                                            |                                           | Modifica les dades a Wikidata |
|        | Sant Miquel de Camarasa                   | Camarasa              | església                      | Estil: arquitectura romànica                                      | 41° 52′ 33″ N, 0° 52′ 46″ E / 41.8759°N,0.879322°E 309 msnm                                    | bé integrant del patrimoni cultural català | Sant Miquel de Camarasa (vell)            | Modifica les dades a Wikidata |
|        | Sant Miquel de Fontllonga                 | Camarasa              | església                      | Estil: arquitectura romànica 11st century                         | 41° 58′ 15″ N, 0° 51′ 31″ E / 41.970848°N,0.858669°E ca:Pl. de l'Església, Fontllonga 655 msnm | bé integrant del patrimoni cultural català | Sant Miquel de Fontllonga                 | Modifica les dades a Wikidata |
|        | Sant Pere de Sant Just                    | Camarasa              | església                      | Estat: ruïnós                                                     | 41° 59′ 44″ N, 0° 49′ 17″ E / 41.9956601274915°N,0.821525088252756°E 482 msnm                  |                                            |                                           | Modifica les dades a Wikidata |
|        | Sant Salvador d'Oroners                   | Camarasa              | església                      | Estat: ruïnós                                                     | 41° 59′ 39″ N, 0° 50′ 31″ E / 41.9941886637289°N,0.841833292422152°E 345 msnm                  |                                            |                                           | Modifica les dades a Wikidata |
|        | Santa Eulàlia de Figuerola de Meià        | Figuerola de Meià     | església                      | Estil: arquitectura popular 15th century                          | 41° 58′ 25″ N, 0° 53′ 20″ E / 41.973652°N,0.888877°E ca:A tocar del cementiri 763 msnm         | bé integrant del patrimoni cultural català | Santa Eulàlia de Figuerola de Meià        | Modifica les dades a Wikidata |
|        | Santa Maria de Rúbies                     | Camarasa              | església                      | Estil: arquitectura romànica                                      | 42° 01′ 15″ N, 0° 54′ 45″ E / 42.0209083333°N,0.912463888889°E 1146 msnm                       | bé integrant del patrimoni cultural català | Santa Maria de Rúbies                     | Modifica les dades a Wikidata |
|        | Santa Maria de l'Ametlla                  | l'Ametlla del Montsec | església                      | Estil: arquitectura neoclàssica arquitectura popular 15th century | 42° 00′ 48″ N, 0° 49′ 32″ E / 42.013277°N,0.825685°E ca:Pl. de l'església 560 msnm             | bé integrant del patrimoni cultural català | Santa Maria de l'Ametlla                  | Modifica les dades a Wikidata |
|        | Santa Maria de la Maçana                  | Camarasa              | església                      | Estil: arquitectura romànica 13rd century                         | 41° 55′ 43″ N, 0° 53′ 18″ E / 41.92857°N,0.888352°E ca:La Maçana 576 msnm                      | bé integrant del patrimoni cultural català | Santa Maria de la Maçana                  | Modifica les dades a Wikidata |
|        | església de Sant Llorenç de Montgai       | Camarasa              | església                      | Estil: arquitectura barroca                                       | 41° 52′ 08″ N, 0° 50′ 28″ E / 41.869019444444°N,0.84099166666667°E 254 msnm                    | bé integrant del patrimoni cultural català | Església de Sant Llorenç de Montgai       | Modifica les dades a Wikidata |

## font
| imatge | Nom                  | Ubicat a | instància de | Detalls | coordenades                                                          | Protecció | Commons (més fotos)  | Dades a WD                    |
| ------ | -------------------- | -------- | ------------ | ------- | -------------------------------------------------------------------- | --------- | -------------------- | ----------------------------- |
|        | font Grossa          | Camarasa | font         |         | 42° 01′ 08″ N, 0° 49′ 34″ E / 42.018946814996°N,0.826128687884088°E  |           |                      | Modifica les dades a Wikidata |
|        | font Voltada         | Camarasa | font         |         | 42° 01′ 05″ N, 0° 48′ 47″ E / 42.0180940190449°N,0.813005649732524°E |           |                      | Modifica les dades a Wikidata |
|        | font de Rúbies       | Camarasa | font         |         | 42° 01′ 08″ N, 0° 54′ 58″ E / 42.0187598832851°N,0.916039168164341°E |           |                      | Modifica les dades a Wikidata |
|        | font de Tomeu        | Camarasa | font         |         | 41° 58′ 23″ N, 0° 50′ 48″ E / 41.9731415467135°N,0.846623516261728°E |           |                      | Modifica les dades a Wikidata |
|        | font de l'Esquiola   | Camarasa | font         |         | 41° 58′ 07″ N, 0° 54′ 09″ E / 41.9686446352434°N,0.902383971510955°E |           |                      | Modifica les dades a Wikidata |
|        | font de la Teulera   | Camarasa | font         |         | 41° 56′ 17″ N, 0° 51′ 37″ E / 41.937924531692°N,0.86017788913569°E   |           |                      | Modifica les dades a Wikidata |
|        | font de les Bagasses | Camarasa | font         |         | 42° 02′ 07″ N, 0° 53′ 02″ E / 42.035246°N,0.883822°E 347 msnm        |           | Font de les Bagasses | Modifica les dades a Wikidata |
|        | font del Gat         | Camarasa | font         |         | 41° 52′ 07″ N, 0° 51′ 23″ E / 41.8685088246°N,0.85647101003302°E     |           |                      | Modifica les dades a Wikidata |
|        | font del Torricó     | Camarasa | font         |         | 42° 01′ 21″ N, 0° 49′ 36″ E / 42.0225252767766°N,0.826767659375223°E |           |                      | Modifica les dades a Wikidata |
|        | font dels Llaners    | Camarasa | font         |         | 41° 58′ 35″ N, 0° 51′ 37″ E / 41.9763981299817°N,0.860393526224022°E |           |                      | Modifica les dades a Wikidata |

## granja
| imatge | Nom                     | Ubicat a | instància de | Detalls | coordenades                                                          | Protecció | Commons (més fotos) | Dades a WD                    |
| ------ | ----------------------- | -------- | ------------ | ------- | -------------------------------------------------------------------- | --------- | ------------------- | ----------------------------- |
|        | Corral de Cisco         | Camarasa | granja       |         | 42° 00′ 53″ N, 0° 49′ 14″ E / 42.0147339946457°N,0.820535843679025°E |           |                     | Modifica les dades a Wikidata |
|        | Granja de Cal Juliano   | Camarasa | granja       |         | 41° 52′ 21″ N, 0° 51′ 44″ E / 41.8725015953836°N,0.862212722891832°E |           |                     | Modifica les dades a Wikidata |
|        | Granja de Cal Magí      | Camarasa | granja       |         | 41° 55′ 32″ N, 0° 52′ 21″ E / 41.9255252617338°N,0.872635140660624°E |           |                     | Modifica les dades a Wikidata |
|        | Granja de Forner        | Camarasa | granja       |         | 42° 00′ 01″ N, 0° 49′ 02″ E / 42.000331940634°N,0.817139820490475°E  |           |                     | Modifica les dades a Wikidata |
|        | Granja de Miger         | Camarasa | granja       |         | 41° 51′ 50″ N, 0° 50′ 15″ E / 41.863853722177°N,0.837585407655523°E  |           |                     | Modifica les dades a Wikidata |
|        | Granja de Porta         | Camarasa | granja       |         | 41° 50′ 05″ N, 0° 50′ 45″ E / 41.8348548836406°N,0.845787859713816°E |           |                     | Modifica les dades a Wikidata |
|        | Granja de Pua           | Camarasa | granja       |         | 41° 50′ 46″ N, 0° 49′ 29″ E / 41.8461413466035°N,0.824860695835876°E |           |                     | Modifica les dades a Wikidata |
|        | Granja de l'Abel        | Camarasa | granja       |         | 41° 51′ 03″ N, 0° 49′ 02″ E / 41.8509471574644°N,0.817084946049609°E |           |                     | Modifica les dades a Wikidata |
|        | Granja de l'Agustí Àger | Camarasa | granja       |         | 41° 50′ 29″ N, 0° 49′ 21″ E / 41.841403535113°N,0.82245588208099°E   |           |                     | Modifica les dades a Wikidata |
|        | Granja de l'Àngel Cúria | Camarasa | granja       |         | 41° 50′ 36″ N, 0° 49′ 26″ E / 41.8433383227154°N,0.823799429131002°E |           |                     | Modifica les dades a Wikidata |
|        | Granja del Gener        | Camarasa | granja       |         | 41° 50′ 06″ N, 0° 50′ 38″ E / 41.8349343875713°N,0.843786105045303°E |           |                     | Modifica les dades a Wikidata |
|        | Granja del Merengue     | Camarasa | granja       |         | 41° 50′ 05″ N, 0° 50′ 40″ E / 41.8345942143494°N,0.844375574083106°E |           |                     | Modifica les dades a Wikidata |
|        | Granja del Tàrrega      | Camarasa | granja       |         | 41° 50′ 39″ N, 0° 50′ 52″ E / 41.8442241455998°N,0.847858262358817°E |           |                     | Modifica les dades a Wikidata |
|        | Granja del Xera         | Camarasa | granja       |         | 41° 50′ 26″ N, 0° 51′ 42″ E / 41.8405814912196°N,0.86161391996286°E  |           |                     | Modifica les dades a Wikidata |

## jaciment arqueològic
| imatge | Nom             | Ubicat a                | instància de                                | Detalls | coordenades                                          | Protecció                                                                                        | Commons (més fotos) | Dades a WD                    |
| ------ | --------------- | ----------------------- | ------------------------------------------- | ------- | ---------------------------------------------------- | ------------------------------------------------------------------------------------------------ | ------------------- | ----------------------------- |
|        | Balma del Pantà | Camarasa                | jaciment arqueològic gruta amb art rupestre |         | 41° 54′ 44″ N, 0° 52′ 53″ E / 41.9123°N,0.8814°E     | bé d'interès cultural lloc component de Patrimoni de la Humanitat bé cultural d'interès nacional |                     | Modifica les dades a Wikidata |
|        | Roca dels Bous  | Sant Llorenç de Montgai | jaciment arqueològic                        |         | 41° 52′ 25″ N, 0° 50′ 38″ E / 41.8736°N,0.844°E      | bé cultural d'interès nacional                                                                   |                     | Modifica les dades a Wikidata |
|        | cova del Tabac  | Camarasa                | jaciment arqueològic gruta amb art rupestre |         | 41° 54′ 00″ N, 0° 52′ 36″ E / 41.899966°N,0.876756°E | bé d'interès cultural lloc component de Patrimoni de la Humanitat bé cultural d'interès nacional | Cova del Tabac      | Modifica les dades a Wikidata |

## masia
| imatge | Nom                      | Ubicat a  | instància de             | Detalls       | coordenades                                                                                           | Protecció | Commons (més fotos)           | Dades a WD                    |
| ------ | ------------------------ | --------- | ------------------------ | ------------- | --- | --------- | ----------------------------- | ----------------------------- |
|        | Ca l'Adrià               | Camarasa  | masia                    |               | 42° 00′ 18″ N, 0° 50′ 42″ E / 42.0050383487372°N,0.845052689075151°E                                  |           |                               | Modifica les dades a Wikidata |
|        | Ca l'Alemany             | Camarasa  | masia                    |               | 41° 52′ 06″ N, 0° 53′ 55″ E / 41.868387989047°N,0.89864618222564°E                                    |           |                               | Modifica les dades a Wikidata |
|        | Ca l'Aleu                | Camarasa  | masia                    |               | 41° 50′ 18″ N, 0° 51′ 58″ E / 41.8382625185684°N,0.866219451093348°E                                  |           |                               | Modifica les dades a Wikidata |
|        | Ca l'Urcola              | Camarasa  | masia                    |               | 41° 55′ 24″ N, 0° 51′ 52″ E / 41.9234104994978°N,0.864480935685211°E                                  |           |                               | Modifica les dades a Wikidata |
|        | Cal Batista              | Camarasa  | masia                    |               | 41° 51′ 00″ N, 0° 53′ 28″ E / 41.8498994855313°N,0.89112822194831°E                                   |           |                               | Modifica les dades a Wikidata |
|        | Cal Bedó                 | Camarasa  | masia                    |               | 41° 51′ 07″ N, 0° 52′ 26″ E / 41.8518231508037°N,0.873839371594747°E                                  |           |                               | Modifica les dades a Wikidata |
|        | Cal Berel                | Camarasa  | masia                    |               | 41° 51′ 07″ N, 0° 51′ 56″ E / 41.8519653638649°N,0.865486840025663°E                                  |           |                               | Modifica les dades a Wikidata |
|        | Cal Bessó                | Camarasa  | masia                    |               | 41° 50′ 58″ N, 0° 54′ 05″ E / 41.8495107169177°N,0.901367607099225°E                                  |           |                               | Modifica les dades a Wikidata |
|        | Cal Blanc                | Camarasa  | masia                    |               | 41° 52′ 47″ N, 0° 52′ 44″ E / 41.8795848355308°N,0.878956565517352°E                                  |           |                               | Modifica les dades a Wikidata |
|        | Cal Capeta               | Camarasa  | masia                    |               | 41° 50′ 58″ N, 0° 50′ 34″ E / 41.849337250678°N,0.84265710182005°E                                    |           |                               | Modifica les dades a Wikidata |
|        | Cal Castellano           | Camarasa  | masia                    |               | 41° 51′ 11″ N, 0° 52′ 12″ E / 41.8530401769273°N,0.870016567639586°E                                  |           |                               | Modifica les dades a Wikidata |
|        | Cal Clua                 | Camarasa  | masia                    |               | 41° 50′ 07″ N, 0° 55′ 03″ E / 41.835322846841°N,0.917523166115708°E                                   |           |                               | Modifica les dades a Wikidata |
|        | Cal Flores               | Camarasa  | masia                    |               | 42° 00′ 22″ N, 0° 50′ 46″ E / 42.0059760901085°N,0.846071549421099°E                                  |           |                               | Modifica les dades a Wikidata |
|        | Cal Fontanet             | Camarasa  | masia                    |               | 41° 52′ 21″ N, 0° 50′ 34″ E / 41.8723735936544°N,0.842853060654079°E                                  |           |                               | Modifica les dades a Wikidata |
|        | Cal Forner               | Camarasa  | masia                    |               | 41° 59′ 59″ N, 0° 49′ 01″ E / 41.9998251793538°N,0.817012263090784°E                                  |           |                               | Modifica les dades a Wikidata |
|        | Cal Garsola              | Camarasa  | masia                    |               | 41° 50′ 43″ N, 0° 49′ 37″ E / 41.8453455656758°N,0.827067741408046°E                                  |           |                               | Modifica les dades a Wikidata |
|        | Cal Guasc                | Camarasa  | masia                    |               | 41° 50′ 17″ N, 0° 51′ 47″ E / 41.837961970818°N,0.863134316008646°E                                   |           |                               | Modifica les dades a Wikidata |
|        | Cal Guringano            | Camarasa  | masia                    |               | 41° 50′ 28″ N, 0° 53′ 51″ E / 41.8411341898121°N,0.897389951403652°E                                  |           |                               | Modifica les dades a Wikidata |
|        | Cal Magí                 | Camarasa  | masia                    |               | 41° 55′ 35″ N, 0° 52′ 22″ E / 41.9264916729372°N,0.872783919743155°E                                  |           |                               | Modifica les dades a Wikidata |
|        | Cal Manco                | Camarasa  | masia                    |               | 41° 50′ 45″ N, 0° 51′ 24″ E / 41.8458414442998°N,0.856801465557979°E                                  |           |                               | Modifica les dades a Wikidata |
|        | Cal Manyet               | Camarasa  | masia                    |               | 41° 50′ 19″ N, 0° 50′ 25″ E / 41.8386582290549°N,0.840180508111525°E                                  |           |                               | Modifica les dades a Wikidata |
|        | Cal Monon                | Camarasa  | masia                    |               | 41° 50′ 22″ N, 0° 53′ 58″ E / 41.8394884861927°N,0.899491259313676°E                                  |           |                               | Modifica les dades a Wikidata |
|        | Cal Moron                | Camarasa  | masia                    |               | 41° 51′ 00″ N, 0° 53′ 20″ E / 41.84991433027°N,0.888995672089644°E                                    |           |                               | Modifica les dades a Wikidata |
|        | Cal Mort                 | Camarasa  | masia                    |               | 41° 55′ 42″ N, 0° 52′ 11″ E / 41.9282100134582°N,0.869772042286902°E                                  |           |                               | Modifica les dades a Wikidata |
|        | Cal Muñoz                | Camarasa  | masia                    |               | 41° 50′ 58″ N, 0° 53′ 33″ E / 41.8495025326275°N,0.892562631012913°E                                  |           |                               | Modifica les dades a Wikidata |
|        | Cal Mànigues             | Camarasa  | masia                    |               | 41° 51′ 59″ N, 0° 52′ 06″ E / 41.8662821016098°N,0.86822745243052°E                                   |           |                               | Modifica les dades a Wikidata |
|        | Cal Pedrol               | Camarasa  | masia                    |               | 41° 52′ 02″ N, 0° 54′ 54″ E / 41.8673204181425°N,0.914954419055659°E                                  |           |                               | Modifica les dades a Wikidata |
|        | Cal Petit                | Camarasa  | masia                    |               | 41° 55′ 43″ N, 0° 52′ 19″ E / 41.9286906169997°N,0.871890730052102°E                                  |           |                               | Modifica les dades a Wikidata |
|        | Cal Picoi                | Camarasa  | masia                    |               | 41° 50′ 31″ N, 0° 53′ 37″ E / 41.8418317466006°N,0.893681630567705°E                                  |           |                               | Modifica les dades a Wikidata |
|        | Cal Pintabotes           | Camarasa  | masia                    |               | 41° 50′ 31″ N, 0° 52′ 26″ E / 41.8418454758778°N,0.87390488722871°E                                   |           |                               | Modifica les dades a Wikidata |
|        | Cal Piser                | Camarasa  | masia                    |               | 41° 51′ 56″ N, 0° 54′ 59″ E / 41.8656°N,0.916347°E 399 msnm                                           |           |                               | Modifica les dades a Wikidata |
|        | Cal Plats                | Camarasa  | masia                    |               | 41° 50′ 35″ N, 0° 53′ 10″ E / 41.8429529258058°N,0.886081060853537°E                                  |           |                               | Modifica les dades a Wikidata |
|        | Cal Pometa               | Camarasa  | masia                    |               | 41° 50′ 16″ N, 0° 52′ 52″ E / 41.8378184226341°N,0.881143768642615°E                                  |           |                               | Modifica les dades a Wikidata |
|        | Cal Rei                  | Camarasa  | masia                    |               | 41° 50′ 23″ N, 0° 55′ 10″ E / 41.8396984095414°N,0.919428669453099°E                                  |           |                               | Modifica les dades a Wikidata |
|        | Cal Serradell            | Camarasa  | masia                    | Estat: ruïnós | 41° 55′ 49″ N, 0° 52′ 57″ E / 41.930191662557°N,0.882442129186036°E 504 msnm                          |           | Cal Serradell (Camarasa)      | Modifica les dades a Wikidata |
|        | Cal Tomàs de l'Agustí    | Camarasa  | masia                    |               | 41° 50′ 39″ N, 0° 52′ 38″ E / 41.844258807555°N,0.877293765768535°E                                   |           |                               | Modifica les dades a Wikidata |
|        | Cal Vell Picoi           | Camarasa  | masia                    |               | 41° 50′ 55″ N, 0° 53′ 24″ E / 41.8486888199897°N,0.889939379331559°E                                  |           |                               | Modifica les dades a Wikidata |
|        | Cal Xurubi               | Camarasa  | masia                    |               | 41° 51′ 30″ N, 0° 53′ 26″ E / 41.858332635835°N,0.89054263445193°E                                    |           |                               | Modifica les dades a Wikidata |
|        | Can Quel                 | Camarasa  | masia                    |               | 41° 58′ 10″ N, 0° 51′ 31″ E / 41.969502468984°N,0.858621103399336°E                                   |           |                               | Modifica les dades a Wikidata |
|        | Casa Botxana             | Camarasa  | masia                    |               | 41° 59′ 23″ N, 0° 49′ 09″ E / 41.9897799033128°N,0.819190595419386°E                                  |           |                               | Modifica les dades a Wikidata |
|        | Casa Cabaler             | Camarasa  | masia                    |               | 42° 00′ 48″ N, 0° 49′ 43″ E / 42.0134270008786°N,0.828550872608953°E                                  |           |                               | Modifica les dades a Wikidata |
|        | Casa Camperol            | Camarasa  | masia                    |               | 42° 01′ 09″ N, 0° 49′ 41″ E / 42.0192275351869°N,0.828111900683544°E                                  |           |                               | Modifica les dades a Wikidata |
|        | Casa Cotó                | Camarasa  | masia                    |               | 42° 00′ 43″ N, 0° 49′ 46″ E / 42.0119408707732°N,0.829495072992219°E                                  |           |                               | Modifica les dades a Wikidata |
|        | Casa Eroles              | Camarasa  | masia                    |               | 42° 00′ 43″ N, 0° 49′ 36″ E / 42.0118894707535°N,0.82677970889152°E                                   |           |                               | Modifica les dades a Wikidata |
|        | Casa Fusteró             | Camarasa  | masia                    |               | 42° 00′ 23″ N, 0° 50′ 19″ E / 42.0063670918518°N,0.838608066364345°E                                  |           |                               | Modifica les dades a Wikidata |
|        | Casa Magina              | Camarasa  | masia                    |               | 41° 49′ 36″ N, 0° 49′ 57″ E / 41.8266861242835°N,0.832383112512195°E                                  |           |                               | Modifica les dades a Wikidata |
|        | Casa Moliner             | Camarasa  | masia                    |               | 42° 00′ 49″ N, 0° 49′ 28″ E / 42.0136845625555°N,0.824556897669763°E                                  |           |                               | Modifica les dades a Wikidata |
|        | Casa Mosset              | Camarasa  | masia                    |               | 42° 01′ 05″ N, 0° 50′ 00″ E / 42.0180676892666°N,0.833453288569044°E                                  |           |                               | Modifica les dades a Wikidata |
|        | Casa Petxo               | Camarasa  | masia                    |               | 42° 00′ 46″ N, 0° 50′ 01″ E / 42.0128311723476°N,0.833715625084632°E                                  |           |                               | Modifica les dades a Wikidata |
|        | Casa Retjo               | Camarasa  | masia                    |               | 42° 01′ 01″ N, 0° 50′ 06″ E / 42.0169790051757°N,0.834939501048891°E                                  |           |                               | Modifica les dades a Wikidata |
|        | Casa Sarral              | Camarasa  | masia                    |               | 42° 00′ 35″ N, 0° 49′ 57″ E / 42.0096105755452°N,0.832472480453586°E                                  |           |                               | Modifica les dades a Wikidata |
|        | Casa Saura               | Camarasa  | masia                    |               | 42° 00′ 05″ N, 0° 50′ 24″ E / 42.001487554169°N,0.83993754860877°E                                    |           |                               | Modifica les dades a Wikidata |
|        | Casa Tirintí             | Camarasa  | masia                    |               | 42° 00′ 50″ N, 0° 48′ 29″ E / 42.0138198795137°N,0.808007601400321°E                                  |           |                               | Modifica les dades a Wikidata |
|        | Casa d'Estrella          | Camarasa  | masia                    |               | 41° 50′ 21″ N, 0° 50′ 04″ E / 41.839278175664°N,0.83456477625928°E                                    |           |                               | Modifica les dades a Wikidata |
|        | Casa del Boix            | Camarasa  | masia                    |               | 41° 59′ 40″ N, 0° 54′ 27″ E / 41.9944217875151°N,0.907416860411162°E                                  |           |                               | Modifica les dades a Wikidata |
|        | Casanoves                | Camarasa  | masia                    |               | 41° 50′ 20″ N, 0° 54′ 46″ E / 41.838926982865°N,0.91285843197714°E                                    |           |                               | Modifica les dades a Wikidata |
|        | Cases de Montserrat      | Camarasa  | masia                    |               | 41° 49′ 08″ N, 0° 50′ 46″ E / 41.8188498509644°N,0.846216224479111°E                                  |           |                               | Modifica les dades a Wikidata |
|        | Cases de l'Illa          | Camarasa  | masia complex d'edificis |               | 41° 53′ 44″ N, 0° 52′ 53″ E / 41.895651077521°N,0.881353981081189°E                                   |           |                               | Modifica les dades a Wikidata |
|        | Cases dels Aguaits       | Camarasa  | masia                    |               | 41° 50′ 57″ N, 0° 50′ 30″ E / 41.8490699939585°N,0.841649009712893°E                                  |           |                               | Modifica les dades a Wikidata |
|        | Caseta del Sauret        | Camarasa  | masia                    |               | 41° 52′ 25″ N, 0° 51′ 41″ E / 41.8737374235669°N,0.861352123381325°E                                  |           |                               | Modifica les dades a Wikidata |
|        | Mas de Rúbies            | Camarasa  | masia                    |               | 41° 52′ 43″ N, 0° 49′ 29″ E / 41.878720293458°N,0.824797535895°E                                      |           |                               | Modifica les dades a Wikidata |
|        | Mas de la Rata           | Camarasa  | masia                    |               | 41° 52′ 18″ N, 0° 48′ 40″ E / 41.8716097896193°N,0.811067882770555°E                                  |           |                               | Modifica les dades a Wikidata |
|        | Mas del Cinto            | Camarasa  | masia                    |               | 41° 52′ 37″ N, 0° 50′ 33″ E / 41.8770405364198°N,0.842467092013489°E                                  |           |                               | Modifica les dades a Wikidata |
|        | Masia Ciego              | Camarasa  | masia                    |               | 41° 50′ 08″ N, 0° 50′ 01″ E / 41.835655313814°N,0.83348269032149°E                                    |           |                               | Modifica les dades a Wikidata |
|        | Masia Cussó              | Camarasa  | masia                    |               | 41° 51′ 19″ N, 0° 52′ 17″ E / 41.855276878536°N,0.8713688018332°E                                     |           |                               | Modifica les dades a Wikidata |
|        | Masia Fenyotes           | Camarasa  | masia                    |               | 41° 49′ 07″ N, 0° 52′ 53″ E / 41.8186111243773°N,0.881307763621458°E 270 msnm                         |           |                               | Modifica les dades a Wikidata |
|        | Masia Folguera           | Camarasa  | masia                    |               | 41° 51′ 59″ N, 0° 52′ 59″ E / 41.866300245478°N,0.88305151227118°E                                    |           |                               | Modifica les dades a Wikidata |
|        | Masia Forcat             | Camarasa  | masia                    |               | 41° 50′ 07″ N, 0° 55′ 40″ E / 41.8352117842521°N,0.927811332014268°E                                  |           |                               | Modifica les dades a Wikidata |
|        | Masia Francès            | Camarasa  | masia                    |               | 41° 49′ 36″ N, 0° 51′ 11″ E / 41.8267028458865°N,0.852924747379298°E                                  |           |                               | Modifica les dades a Wikidata |
|        | Masia Maces              | Camarasa  | masia                    |               | 41° 50′ 48″ N, 0° 50′ 37″ E / 41.8467847331849°N,0.843689179417004°E                                  |           |                               | Modifica les dades a Wikidata |
|        | Masia Roso               | Camarasa  | masia                    |               | 41° 50′ 06″ N, 0° 50′ 54″ E / 41.8351365177267°N,0.848319428500796°E                                  |           |                               | Modifica les dades a Wikidata |
|        | Masia Tecletes           | Camarasa  | masia                    |               | 41° 50′ 20″ N, 0° 51′ 14″ E / 41.8388894289443°N,0.853950425971915°E                                  |           |                               | Modifica les dades a Wikidata |
|        | Masia Vella del Forner   | Camarasa  | masia                    |               | 41° 59′ 26″ N, 0° 48′ 51″ E / 41.9904397303579°N,0.814109901594844°E                                  |           |                               | Modifica les dades a Wikidata |
|        | Masia de Barlà           | Camarasa  | masia                    |               | 42° 01′ 01″ N, 0° 48′ 16″ E / 42.0168406602661°N,0.804437728720113°E                                  |           |                               | Modifica les dades a Wikidata |
|        | Masia del Cassiano       | Camarasa  | masia                    |               | 41° 52′ 12″ N, 0° 54′ 21″ E / 41.8700898695657°N,0.905803268012043°E                                  |           |                               | Modifica les dades a Wikidata |
|        | Masia del Cristòfol      | Camarasa  | masia                    |               | 41° 49′ 38″ N, 0° 50′ 51″ E / 41.8272702024465°N,0.847631709284194°E                                  |           |                               | Modifica les dades a Wikidata |
|        | Masia del Gaig           | Camarasa  | masia                    |               | 41° 49′ 19″ N, 0° 50′ 33″ E / 41.8218339491766°N,0.842540231938925°E                                  |           |                               | Modifica les dades a Wikidata |
|        | Masia del Guasc          | Camarasa  | masia                    |               | 41° 50′ 27″ N, 0° 52′ 00″ E / 41.8408935661064°N,0.866770328938957°E                                  |           |                               | Modifica les dades a Wikidata |
|        | Masia del Marull         | Camarasa  | masia                    |               | 41° 58′ 59″ N, 0° 54′ 42″ E / 41.983004429988°N,0.9117787126286°E                                     |           |                               | Modifica les dades a Wikidata |
|        | Masia del Pedrolet       | Camarasa  | masia                    |               | 41° 51′ 04″ N, 0° 53′ 22″ E / 41.851109956551°N,0.88957549565311°E                                    |           |                               | Modifica les dades a Wikidata |
|        | Masia del Pere Pau       | Camarasa  | masia                    |               | 41° 50′ 07″ N, 0° 54′ 48″ E / 41.8353980671139°N,0.913233474265995°E                                  |           |                               | Modifica les dades a Wikidata |
|        | Masia del Sabater        | Camarasa  | masia                    |               | 41° 49′ 38″ N, 0° 50′ 55″ E / 41.8271714636877°N,0.848610358599233°E                                  |           |                               | Modifica les dades a Wikidata |
|        | Masia del Teuler         | Camarasa  | masia                    |               | 42° 00′ 16″ N, 0° 51′ 56″ E / 42.004432203846°N,0.865624233655968°E                                   |           |                               | Modifica les dades a Wikidata |
|        | Masia del Valls          | Camarasa  | masia                    |               | 41° 49′ 37″ N, 0° 51′ 54″ E / 41.8270548260669°N,0.865038498982733°E                                  |           |                               | Modifica les dades a Wikidata |
|        | Masia del Vallès         | Camarasa  | masia                    |               | 41° 50′ 13″ N, 0° 52′ 29″ E / 41.8369183479328°N,0.874838801849144°E                                  |           |                               | Modifica les dades a Wikidata |
|        | Masia el Serena          | Camarasa  | masia                    |               | 41° 49′ 34″ N, 0° 51′ 22″ E / 41.8261780692833°N,0.856169293238514°E                                  |           |                               | Modifica les dades a Wikidata |
|        | Santacreu                | Camarasa  | masia                    |               | 41° 52′ 35″ N, 0° 52′ 11″ E / 41.8762732337031°N,0.869859539966002°E                                  |           |                               | Modifica les dades a Wikidata |
|        | Torre Escolà             | Camarasa  | masia                    |               | 41° 50′ 32″ N, 0° 49′ 13″ E / 41.8423346925508°N,0.820268409185311°E                                  |           |                               | Modifica les dades a Wikidata |
|        | Torre Figueres           | Camarasa  | masia                    |               | 41° 49′ 52″ N, 0° 50′ 42″ E / 41.8311915928388°N,0.844947385649787°E                                  |           |                               | Modifica les dades a Wikidata |
|        | Torre de Baró            | Camarasa  | masia                    |               | 41° 50′ 56″ N, 0° 49′ 31″ E / 41.8489299975592°N,0.825163682723976°E                                  |           |                               | Modifica les dades a Wikidata |
|        | Torre de Borràs          | Camarasa  | masia                    |               | 41° 51′ 14″ N, 0° 49′ 53″ E / 41.8539921496179°N,0.831388686448104°E                                  |           |                               | Modifica les dades a Wikidata |
|        | Torre de Caraix          | Camarasa  | masia                    |               | 41° 50′ 30″ N, 0° 49′ 12″ E / 41.841608948319°N,0.819991953174384°E                                   |           |                               | Modifica les dades a Wikidata |
|        | Torre de Fuster          | Camarasa  | masia                    |               | 41° 50′ 43″ N, 0° 49′ 29″ E / 41.8453825756398°N,0.824741872816453°E                                  |           |                               | Modifica les dades a Wikidata |
|        | Torre de Montaner        | Camarasa  | masia                    |               | 41° 51′ 14″ N, 0° 49′ 45″ E / 41.8540209222881°N,0.829098923150743°E                                  |           |                               | Modifica les dades a Wikidata |
|        | Torre de Mànigues        | Camarasa  | masia                    |               | 41° 49′ 19″ N, 0° 50′ 23″ E / 41.8220620611739°N,0.839823508958028°E                                  |           |                               | Modifica les dades a Wikidata |
|        | Torre de Panet           | Camarasa  | masia                    |               | 41° 50′ 56″ N, 0° 48′ 54″ E / 41.8489173185144°N,0.815009924555788°E                                  |           |                               | Modifica les dades a Wikidata |
|        | Torre de Pujol           | Camarasa  | masia                    |               | 41° 51′ 08″ N, 0° 49′ 53″ E / 41.8522251081024°N,0.831291804617196°E                                  |           |                               | Modifica les dades a Wikidata |
|        | Torre de Querola         | Camarasa  | masia                    |               | 41° 50′ 52″ N, 0° 49′ 15″ E / 41.8477657194055°N,0.820758498104187°E                                  |           |                               | Modifica les dades a Wikidata |
|        | Torre de Salze           | Camarasa  | masia                    |               | 41° 50′ 58″ N, 0° 49′ 20″ E / 41.8493781114719°N,0.822197377066782°E                                  |           |                               | Modifica les dades a Wikidata |
|        | Torre de Turiella        | Camarasa  | masia                    |               | 41° 51′ 06″ N, 0° 49′ 46″ E / 41.8515796358895°N,0.829542883927302°E                                  |           |                               | Modifica les dades a Wikidata |
|        | Torre de Vives           | Camarasa  | masia                    |               | 41° 50′ 55″ N, 0° 49′ 33″ E / 41.8486198909548°N,0.825908951251509°E                                  |           |                               | Modifica les dades a Wikidata |
|        | Torre de Xerla           | Camarasa  | masia                    |               | 41° 50′ 49″ N, 0° 49′ 02″ E / 41.846960686249°N,0.817256666613664°E                                   |           |                               | Modifica les dades a Wikidata |
|        | Torre de l'Abel          | Camarasa  | masia                    |               | 41° 51′ 05″ N, 0° 49′ 00″ E / 41.8514883956081°N,0.816656979097167°E                                  |           |                               | Modifica les dades a Wikidata |
|        | Torre de l'Alfonso       | Camarasa  | masia                    |               | 41° 50′ 48″ N, 0° 49′ 18″ E / 41.8466954051399°N,0.821782518820381°E                                  |           |                               | Modifica les dades a Wikidata |
|        | Torre de l'Antoni Torres | Camarasa  | masia                    |               | 41° 49′ 16″ N, 0° 50′ 17″ E / 41.8210987693408°N,0.837929484880374°E                                  |           |                               | Modifica les dades a Wikidata |
|        | Torre de l'Isidret       | Camarasa  | masia                    |               | 41° 51′ 19″ N, 0° 49′ 51″ E / 41.8553571606574°N,0.830704088139128°E Sant Llorenç de Montgai 242 msnm |           | Torre de l'Isidret            | Modifica les dades a Wikidata |
|        | Torre de la Munda        | Camarasa  | masia                    |               | 41° 50′ 54″ N, 0° 49′ 11″ E / 41.8481949396085°N,0.819647814331441°E                                  |           |                               | Modifica les dades a Wikidata |
|        | Torre de la Paül         | Camarasa  | masia                    |               | 41° 50′ 45″ N, 0° 49′ 19″ E / 41.8458320529935°N,0.82184795155226°E                                   |           |                               | Modifica les dades a Wikidata |
|        | Torre de la Pilar        | Camarasa  | masia                    |               | 41° 51′ 02″ N, 0° 49′ 39″ E / 41.8504807002388°N,0.827628662996343°E                                  |           |                               | Modifica les dades a Wikidata |
|        | Torre del Bellona        | Camarasa  | masia                    |               | 41° 49′ 29″ N, 0° 49′ 58″ E / 41.8247020147534°N,0.832714964581338°E                                  |           |                               | Modifica les dades a Wikidata |
|        | Torre del Blanquet       | Camarasa  | masia                    |               | 41° 50′ 44″ N, 0° 53′ 47″ E / 41.8456033761244°N,0.896520879322285°E                                  |           |                               | Modifica les dades a Wikidata |
|        | Torre del Cabaler        | Camarasa  | masia                    |               | 41° 51′ 16″ N, 0° 49′ 56″ E / 41.8544105843006°N,0.832085279317617°E                                  |           |                               | Modifica les dades a Wikidata |
|        | Torre del Cabeceran      | Camarasa  | masia                    |               | 41° 50′ 47″ N, 0° 49′ 09″ E / 41.8463204305949°N,0.819109250900422°E                                  |           |                               | Modifica les dades a Wikidata |
|        | Torre del Cantoner       | Camarasa  | masia                    |               | 41° 51′ 18″ N, 0° 49′ 49″ E / 41.8549630896371°N,0.830343970857731°E                                  |           |                               | Modifica les dades a Wikidata |
|        | Torre del Canyes         | Camarasa  | masia                    |               | 41° 49′ 21″ N, 0° 52′ 44″ E / 41.8224282448326°N,0.878785843927581°E                                  |           |                               | Modifica les dades a Wikidata |
|        | Torre del Catxarro       | Camarasa  | masia                    |               | 41° 49′ 14″ N, 0° 52′ 51″ E / 41.8204388453771°N,0.880789970269632°E                                  |           |                               | Modifica les dades a Wikidata |
|        | Torre del Cosmet         | Camarasa  | masia                    |               | 41° 50′ 56″ N, 0° 49′ 17″ E / 41.8488920478485°N,0.82126229217568°E                                   |           |                               | Modifica les dades a Wikidata |
|        | Torre del Joan           | Camarasa  | masia                    |               | 41° 51′ 01″ N, 0° 49′ 38″ E / 41.8501671684308°N,0.827241773073936°E                                  |           |                               | Modifica les dades a Wikidata |
|        | Torre del Llac           | Camarasa  | masia                    |               | 41° 50′ 43″ N, 0° 49′ 28″ E / 41.8451449158109°N,0.824557213262428°E                                  |           |                               | Modifica les dades a Wikidata |
|        | Torre del Llopet         | Camarasa  | masia                    |               | 41° 49′ 41″ N, 0° 52′ 53″ E / 41.8281421609216°N,0.881438929065684°E                                  |           |                               | Modifica les dades a Wikidata |
|        | Torre del Lloses         | Camarasa  | masia                    |               | 41° 51′ 55″ N, 0° 50′ 14″ E / 41.8652357091586°N,0.837321947663798°E                                  |           |                               | Modifica les dades a Wikidata |
|        | Torre del Nifol          | Camarasa  | masia                    |               | 41° 50′ 40″ N, 0° 49′ 04″ E / 41.844573225797°N,0.817687143134511°E                                   |           |                               | Modifica les dades a Wikidata |
|        | Torre del Pallol         | Camarasa  | masia                    |               | 41° 49′ 20″ N, 0° 52′ 35″ E / 41.822284527536°N,0.876370479010073°E                                   |           |                               | Modifica les dades a Wikidata |
|        | Torre del Pau            | Camarasa  | masia                    |               | 41° 50′ 43″ N, 0° 49′ 06″ E / 41.8452432926112°N,0.818350904530036°E                                  |           |                               | Modifica les dades a Wikidata |
|        | Torre del Perico         | Camarasa  | masia                    |               | 41° 49′ 23″ N, 0° 50′ 31″ E / 41.8231628191399°N,0.841845416314127°E                                  |           |                               | Modifica les dades a Wikidata |
|        | Torre del Perot          | Camarasa  | masia                    |               | 41° 50′ 48″ N, 0° 49′ 04″ E / 41.8465632216317°N,0.81766766346653°E                                   |           |                               | Modifica les dades a Wikidata |
|        | Torre del Quitèrio       | Camarasa  | masia                    |               | 41° 49′ 39″ N, 0° 52′ 37″ E / 41.8275920988678°N,0.877013815233016°E                                  |           |                               | Modifica les dades a Wikidata |
|        | Torre del Sant           | Camarasa  | masia                    |               | 41° 50′ 41″ N, 0° 49′ 23″ E / 41.844846383126°N,0.823061763590125°E                                   |           |                               | Modifica les dades a Wikidata |
|        | Torre del Víctor         | Camarasa  | masia                    |               | 41° 51′ 06″ N, 0° 49′ 23″ E / 41.8516293853678°N,0.823132827717671°E                                  |           |                               | Modifica les dades a Wikidata |
|        | Xalet d'Emílio           | Camarasa  | masia                    |               | 42° 00′ 09″ N, 0° 49′ 19″ E / 42.0026097781036°N,0.821843347572066°E                                  |           |                               | Modifica les dades a Wikidata |
|        | Xalet del Juny           | Camarasa  | masia                    |               | 41° 51′ 54″ N, 0° 50′ 19″ E / 41.8649550914303°N,0.838680821968284°E                                  |           |                               | Modifica les dades a Wikidata |
|        | Xalet dels Francesos     | Camarasa  | masia                    |               | 41° 55′ 36″ N, 0° 52′ 27″ E / 41.9266973650999°N,0.874163982353825°E                                  |           |                               | Modifica les dades a Wikidata |
|        | Xalet lo Copaga          | Camarasa  | masia                    |               | 41° 51′ 48″ N, 0° 50′ 08″ E / 41.8633127115537°N,0.835639817838301°E                                  |           |                               | Modifica les dades a Wikidata |
|        | el Xalet                 | Camarasa  | masia                    |               | 42° 01′ 03″ N, 0° 49′ 41″ E / 42.0174524482823°N,0.828063635259538°E                                  |           |                               | Modifica les dades a Wikidata |
|        | el Xalet                 | Camarasa  | masia                    |               | 42° 01′ 03″ N, 0° 49′ 41″ E / 42.0174614484389°N,0.828063328869305°E                                  |           |                               | Modifica les dades a Wikidata |
|        | la Casa Vella d'en Saura | Camarasa  | masia                    |               | 41° 59′ 55″ N, 0° 50′ 07″ E / 41.998696546313°N,0.8352026044703°E                                     |           |                               | Modifica les dades a Wikidata |
|        | la Maçana                | la Maçana | masia                    | Estat: ruïnós | 41° 55′ 45″ N, 0° 52′ 40″ E / 41.929273°N,0.877719°E 535 msnm                                         |           | La Maçana (masia de Camarasa) | Modifica les dades a Wikidata |

## molí d'aigua
| imatge | Nom               | Ubicat a | instància de | Detalls | coordenades                                                          | Protecció | Commons (més fotos) | Dades a WD                    |
| ------ | ----------------- | -------- | ------------ | ------- | -------------------------------------------------------------------- | --------- | ------------------- | ----------------------------- |
|        | Molinou           | Camarasa | molí d'aigua |         | 41° 59′ 55″ N, 0° 48′ 42″ E / 41.9985341974541°N,0.811647472347607°E |           |                     | Modifica les dades a Wikidata |
|        | Molí Pirineu      | Camarasa | molí d'aigua |         | 41° 52′ 21″ N, 0° 50′ 35″ E / 41.872448°N,0.842992°E 254 msnm        |           |                     | Modifica les dades a Wikidata |
|        | Molí d'en Guàrdia | Camarasa | molí d'aigua |         | 41° 59′ 50″ N, 0° 49′ 45″ E / 41.9973157652993°N,0.829050624716674°E |           |                     | Modifica les dades a Wikidata |
|        | Molí de Maranya   | Camarasa | molí d'aigua |         | 41° 59′ 06″ N, 0° 51′ 00″ E / 41.9850381063423°N,0.849964499737206°E |           |                     | Modifica les dades a Wikidata |

## muntanya
| imatge | Nom                      | Ubicat a                             | instància de | Detalls | coordenades                                                             | Protecció | Commons (més fotos)    | Dades a WD                    |
| ------ | ------------------------ | ------------------------------------ | ------------ | ------- | ----------------------------------------------------------------------- | --------- | ---------------------- | ----------------------------- |
|        | Mont-roig                | Camarasa les Avellanes i Santa Linya | muntanya     |         | 41° 54′ 11″ N, 0° 52′ 43″ E / 41.902987°N,0.87865°E 715 msnm            |           | Mont-roig (Camarasa)   | Modifica les dades a Wikidata |
|        | Monteró                  | Camarasa                             | muntanya     |         | 41° 51′ 46″ N, 0° 51′ 11″ E / 41.862861°N,0.852997°E 574 msnm           |           | Monteró                | Modifica les dades a Wikidata |
|        | Pala Alta                | Camarasa les Avellanes i Santa Linya | muntanya     |         | 41° 53′ 47″ N, 0° 50′ 11″ E / 41.8962885339°N,0.836346461295°E 947 msnm |           | Pala Alta              | Modifica les dades a Wikidata |
|        | Pala del Coll de Porta   | Camarasa les Avellanes i Santa Linya | muntanya     |         | 41° 53′ 49″ N, 0° 50′ 52″ E / 41.896875°N,0.84774444°E 892 msnm         |           | Pala del Coll de Porta | Modifica les dades a Wikidata |
|        | Pala dels Pelats         | Camarasa les Avellanes i Santa Linya | muntanya     |         | 41° 53′ 44″ N, 0° 49′ 56″ E / 41.89554167°N,0.83230556°E 927 msnm       |           | Pala dels Pelats       | Modifica les dades a Wikidata |
|        | Puig de Sant Jordi       | Camarasa                             | muntanya     |         | 41° 53′ 14″ N, 0° 53′ 52″ E / 41.8872°N,0.897744°E 679 msnm             |           |                        | Modifica les dades a Wikidata |
|        | Roca Alta                | Camarasa Vilanova de Meià            | muntanya     |         | 42° 00′ 50″ N, 0° 54′ 19″ E / 42.01397222°N,0.90521944°E 1178 msnm      |           | Roca Alta (Camarasa)   | Modifica les dades a Wikidata |
|        | Serrat de Pujol          | Camarasa                             | muntanya     |         | 42° 00′ 48″ N, 0° 49′ 56″ E / 42.0134°N,0.832106°E 569.9 msnm           |           |                        | Modifica les dades a Wikidata |
|        | Tossal de Puiggròs       | Camarasa                             | muntanya     |         | 41° 52′ 03″ N, 0° 55′ 43″ E / 41.86744028°N,0.92861944°E 562.7 msnm     |           |                        | Modifica les dades a Wikidata |
|        | Tossal de Sant Cristòfol | Camarasa                             | muntanya     |         | 41° 51′ 58″ N, 0° 49′ 06″ E / 41.86615833°N,0.81838056°E 621.2 msnm     |           |                        | Modifica les dades a Wikidata |
|        | Tossal de Sant Jordi     | Camarasa                             | muntanya     |         | 41° 53′ 57″ N, 0° 53′ 33″ E / 41.899053°N,0.892467°E 740 msnm           |           | Tossal de Sant Jordi   | Modifica les dades a Wikidata |
|        | Tossal de la Cabana      | Camarasa Vilanova de Meià            | muntanya     |         | 41° 58′ 34″ N, 0° 55′ 30″ E / 41.97608889°N,0.92497222°E 1061 msnm      |           |                        | Modifica les dades a Wikidata |
|        | Tossal de la Secalla     | Camarasa Alòs de Balaguer            | muntanya     |         | 41° 57′ 59″ N, 0° 55′ 03″ E / 41.9665°N,0.917554°E 1132.5 msnm          |           |                        | Modifica les dades a Wikidata |
|        | Tossal de les Pletes     | Camarasa Alòs de Balaguer            | muntanya     |         | 41° 56′ 58″ N, 0° 54′ 05″ E / 41.94955°N,0.90135083°E 873.2 msnm        |           |                        | Modifica les dades a Wikidata |
|        | Tossal del Deu           | Camarasa                             | muntanya     |         | 41° 50′ 07″ N, 0° 50′ 34″ E / 41.83526556°N,0.84273333°E 311.9 msnm     |           |                        | Modifica les dades a Wikidata |
|        | Tossal dels Tres Batlles | Camarasa Alòs de Balaguer            | muntanya     |         | 41° 56′ 45″ N, 0° 53′ 58″ E / 41.9458°N,0.899308°E 864 msnm             |           |                        | Modifica les dades a Wikidata |
|        | el Coscoll               | Camarasa                             | muntanya     |         | 41° 56′ 44″ N, 0° 51′ 20″ E / 41.945675°N,0.85549167°E 696 msnm         |           | El Coscoll (Camarasa)  | Modifica les dades a Wikidata |
|        | el Mu                    | Camarasa Alòs de Balaguer            | muntanya     |         | 41° 53′ 59″ N, 0° 53′ 56″ E / 41.899675°N,0.89882778°E 718.2 msnm       |           | El Mu                  | Modifica les dades a Wikidata |
|        | l'Altera                 | Camarasa                             | muntanya     |         | 42° 00′ 05″ N, 0° 51′ 40″ E / 42.0013°N,0.861125°E 437.3 msnm           |           |                        | Modifica les dades a Wikidata |
|        | l'Extrem                 | Camarasa les Avellanes i Santa Linya | muntanya     |         | 41° 53′ 47″ N, 0° 52′ 16″ E / 41.89633889°N,0.87111111°E 763 msnm       |           | L'Extrem (Mont-roig)   | Modifica les dades a Wikidata |
|        | la Cabeçola              | Camarasa                             | muntanya     |         | 41° 58′ 06″ N, 0° 52′ 26″ E / 41.9684°N,0.873972°E 799.2 msnm           |           |                        | Modifica les dades a Wikidata |
|        | la Coma de Gelis         | Camarasa                             | muntanya     |         | 41° 52′ 03″ N, 0° 51′ 02″ E / 41.86739222°N,0.85042°E 504.6 msnm        |           |                        | Modifica les dades a Wikidata |
|        | la Moixa                 | Camarasa                             | muntanya     |         | 41° 59′ 08″ N, 0° 54′ 00″ E / 41.98541917°N,0.89996667°E 767.2 msnm     |           |                        | Modifica les dades a Wikidata |
|        | lo Peladet               | Camarasa Llimiana                    | muntanya     |         | 42° 01′ 35″ N, 0° 54′ 45″ E / 42.02627°N,0.912398°E 1471 1465.5 msnm    |           | Lo Peladet             | Modifica les dades a Wikidata |

## nucli de població
| imatge | Nom       | Ubicat a | instància de      | Detalls | coordenades                                                    | Protecció | Commons (més fotos)  | Dades a WD                    |
| ------ | --------- | -------- | ----------------- | ------- | -------------------------------------------------------------- | --------- | -------------------- | ----------------------------- |
|        | Rúbies    | Camarasa | nucli de població |         | 42° 01′ 15″ N, 0° 54′ 45″ E / 42.020831°N,0.912399°E 1145 msnm |           | Rúbies               | Modifica les dades a Wikidata |
|        | Sant Just | Camarasa | nucli de població |         | 41° 59′ 45″ N, 0° 49′ 18″ E / 41.99570833°N,0.82175278°E       |           | Sant Just (Camarasa) | Modifica les dades a Wikidata |

## pedrera
| imatge | Nom                  | Ubicat a | instància de | Detalls | coordenades                                                          | Protecció | Commons (més fotos) | Dades a WD                    |
| ------ | -------------------- | -------- | ------------ | ------- | -------------------------------------------------------------------- | --------- | ------------------- | ----------------------------- |
|        | Pedrera de Meià      | Camarasa | pedrera      |         | 42° 01′ 12″ N, 0° 53′ 23″ E / 42.0201348260246°N,0.889761535804573°E |           |                     | Modifica les dades a Wikidata |
|        | Pedrera del Castejón | Camarasa | pedrera      |         | 42° 01′ 20″ N, 0° 53′ 21″ E / 42.0221058353202°N,0.889201135883322°E |           |                     | Modifica les dades a Wikidata |
|        | la Pedrera           | Camarasa | pedrera      |         | 41° 52′ 36″ N, 0° 51′ 01″ E / 41.8765454280392°N,0.850159931876173°E |           |                     | Modifica les dades a Wikidata |

## plaça
| imatge | Nom              | Ubicat a | instància de | Detalls                     | coordenades                                                                 | Protecció                                  | Commons (més fotos)                        | Dades a WD                    |
| ------ | ---------------- | -------- | ------------ | --------------------------- | --------------------------------------------------------------------------- | ------------------------------------------ | ------------------------------------------ | ----------------------------- |
|        | Plaça Major      | Camarasa | plaça        | Estil: arquitectura popular | 41° 52′ 30″ N, 0° 52′ 40″ E / 41.875138°N,0.877858°E                        | bé integrant del patrimoni cultural català | Plaça Major (Camarasa)                     | Modifica les dades a Wikidata |
|        | plaça de la Font | Camarasa | plaça        | Estil: arquitectura popular | 41° 52′ 08″ N, 0° 50′ 30″ E / 41.868852777778°N,0.84171111111111°E 252 msnm | bé integrant del patrimoni cultural català | Plaça de la Font (Sant Llorenç de Montgai) | Modifica les dades a Wikidata |

## pont
| imatge | Nom                | Ubicat a                         | instància de      | Detalls                                                                        | coordenades                                                                           | Protecció                                  | Commons (més fotos) | Dades a WD                    |
| ------ | ------------------ | -------------------------------- | ----------------- | ------------------------------------------------------------------------------ | ------------------------------------------------------------------------------------- | ------------------------------------------ | ------------------- | ----------------------------- |
|        | Pont d'Escalera    | Camarasa                         | pont              | Travessa: Segre                                                                | 41° 52′ 19″ N, 0° 51′ 29″ E / 41.872025879052°N,0.857950945171795°E                   |                                            |                     | Modifica les dades a Wikidata |
|        | Pont de Camarasa   | Camarasa                         | pont              | Estil: arquitectura gòtica Estat: parcialment destruït                         | 41° 52′ 46″ N, 0° 52′ 36″ E / 41.87934°N,0.876782°E                                   | bé integrant del patrimoni cultural català | Pont de Camarasa    | Modifica les dades a Wikidata |
|        | Pont de Missa      | Camarasa                         | pont              |                                                                                | 42° 00′ 50″ N, 0° 49′ 38″ E / 42.0138996195471°N,0.827351298355503°E                  |                                            |                     | Modifica les dades a Wikidata |
|        | Pont de Rajola     | Camarasa Àger                    | pont              | Travessa: Noguera Pallaresa                                                    | 42° 02′ 21″ N, 0° 53′ 03″ E / 42.0392963732724°N,0.884210313270926°E                  |                                            |                     | Modifica les dades a Wikidata |
|        | Pont de la Baronia | la Baronia de Sant Oïsme Àger    | pont pont penjant | Estil: arquitectura del ferro 20th century Travessa: Noguera Pallaresa         | 42° 00′ 18″ N, 0° 51′ 15″ E / 42.004898°N,0.85412°E ca:Baronia de Sant Oïsme 340 msnm | bé integrant del patrimoni cultural català | Pont de la Baronia  | Modifica les dades a Wikidata |
|        | Pont del Pastor    | Camarasa                         | pont              | Travessa: Segre                                                                | 41° 53′ 33″ N, 0° 52′ 48″ E / 41.8923773738316°N,0.880136327653486°E                  |                                            |                     | Modifica les dades a Wikidata |
|        | Pont del Petit     | Camarasa                         | pont              |                                                                                | 42° 00′ 09″ N, 0° 50′ 01″ E / 42.0025350517014°N,0.833594174745539°E                  |                                            |                     | Modifica les dades a Wikidata |
|        | lo Pas Estret      | Camarasa                         | pont              |                                                                                | 42° 01′ 12″ N, 0° 50′ 31″ E / 42.0200566896987°N,0.841984999671974°E                  |                                            |                     | Modifica les dades a Wikidata |
|        | pont de Terradets  | Camarasa Castell de Mur Llimiana | pont              | Estil: arquitectura romànica Travessa: Noguera Pallaresa Llarg: 65m Ample: 12m | 42° 02′ 31″ N, 0° 53′ 25″ E / 42.04204444°N,0.89036389°E 358.4 msnm                   | bé integrant del patrimoni cultural català | Pont de Terradets   | Modifica les dades a Wikidata |

## serra
| imatge | Nom                          | Ubicat a                             | instància de | Detalls | coordenades                                                          | Protecció | Commons (més fotos)       | Dades a WD                    |
| ------ | ---------------------------- | ------------------------------------ | ------------ | ------- | -------------------------------------------------------------------- | --------- | ------------------------- | ----------------------------- |
|        | L'Altera                     | Camarasa                             | serra        |         | 41° 59′ 28″ N, 0° 52′ 12″ E / 41.991°N,0.869931°E 684.4 msnm         |           |                           | Modifica les dades a Wikidata |
|        | Muntanya de Sant Salvador    | Camarasa                             | serra        |         | 41° 52′ 54″ N, 0° 51′ 56″ E / 41.8817°N,0.865647°E 598 msnm          |           | Muntanya de Sant Salvador | Modifica les dades a Wikidata |
|        | Penalta (Camarasa)           | Camarasa                             | serra        |         | 41° 54′ 55″ N, 0° 52′ 40″ E / 41.91529167°N,0.87782778°E 681.6 msnm  |           |                           | Modifica les dades a Wikidata |
|        | Serra Blanca (Camarasa)      | Camarasa                             | serra        |         | 41° 50′ 59″ N, 0° 55′ 52″ E / 41.84962222°N,0.93098889°E 484.3 msnm  |           |                           | Modifica les dades a Wikidata |
|        | Serra Grossa                 | Camarasa                             | serra        |         | 42° 00′ 55″ N, 0° 50′ 35″ E / 42.0154°N,0.842922°E 609.5 msnm        |           |                           | Modifica les dades a Wikidata |
|        | Serra de Coscoll             | Camarasa                             | serra        |         | 41° 57′ 02″ N, 0° 51′ 36″ E / 41.9505°N,0.860036°E                   |           | Serra de Coscoll          | Modifica les dades a Wikidata |
|        | Serra de Montclús            | Àger Camarasa                        | serra        |         | 41° 58′ 11″ N, 0° 46′ 50″ E / 41.969692°N,0.780462°E 1025 msnm       |           | Serra de Montclús         | Modifica les dades a Wikidata |
|        | Serra la Bassa               | Camarasa                             | serra        |         | 41° 51′ 49″ N, 0° 46′ 54″ E / 41.8636°N,0.781564°E 611 msnm          |           |                           | Modifica les dades a Wikidata |
|        | Serrat dels Tres Batlles     | Alòs de Balaguer Camarasa            | serra        |         | 41° 56′ 52″ N, 0° 54′ 01″ E / 41.94785278°N,0.90026917°E 873.2 msnm  |           |                           | Modifica les dades a Wikidata |
|        | les Serretes (Àger)          | Camarasa                             | serra        |         | 41° 59′ 27″ N, 0° 48′ 15″ E / 41.9909°N,0.804247°E 636.4 msnm        |           |                           | Modifica les dades a Wikidata |
|        | los Barcans                  | Camarasa                             | serra        |         | 41° 56′ 21″ N, 0° 52′ 26″ E / 41.93905°N,0.87383333°E 520.6 msnm     |           |                           | Modifica les dades a Wikidata |
|        | serra Carbonera (La Noguera) | Camarasa                             | serra        |         | 41° 53′ 18″ N, 0° 55′ 04″ E / 41.88840278°N,0.91768722°E 788.8 msnm  |           | Serra Carbonera           | Modifica les dades a Wikidata |
|        | serra de Mont-roig           | Camarasa les Avellanes i Santa Linya | serra        |         | 41° 53′ 47″ N, 0° 50′ 11″ E / 41.8965°N,0.836467°E 949 msnm          |           | Serra de Mont-roig        | Modifica les dades a Wikidata |
|        | serra de la Garriga          | Camarasa                             | serra        |         | 41° 51′ 26″ N, 0° 47′ 27″ E / 41.85731944°N,0.79073333°E             |           |                           | Modifica les dades a Wikidata |
|        | serrat de les Pletes         | Alòs de Balaguer Camarasa            | serra        |         | 41° 57′ 20″ N, 0° 54′ 13″ E / 41.95544167°N,0.90358056°E 1022.3 msnm |           |                           | Modifica les dades a Wikidata |
|        | serrat del Sitial            | Camarasa Cubells                     | serra        |         | 41° 51′ 19″ N, 0° 56′ 16″ E / 41.8552°N,0.937778°E 486.7 msnm        |           |                           | Modifica les dades a Wikidata |
|        | serrat l'Amont               | Camarasa                             | serra        |         | 42° 00′ 30″ N, 0° 49′ 17″ E / 42.0082°N,0.821514°E 535.8 msnm        |           |                           | Modifica les dades a Wikidata |

## serralada
| imatge | Nom                    | Ubicat a | instància de | Detalls       | coordenades | Protecció | Commons (més fotos)    | Dades a WD                    |
| ------ | ---------------------- | --- | ------------ | ------------- | --- | --------- | ---------------------- | ----------------------------- |
|        | Montsec de Rúbies      | Vilanova de Meià Camarasa Llimiana Gavet de la Conca                                                                                                   | serralada    | Llarg: 13.5km | 42° 01′ 19″ N, 0° 56′ 18″ E / 42.0219°N,0.938333°E 42° 01′ 33″ N, 0° 57′ 49″ E / 42.02583°N,0.96371°E 1676 msnm |           | Montsec de Rúbies      | Modifica les dades a Wikidata |
|        | Muntanya de Sant Mamet | Vilanova de Meià Camarasa Alòs de Balaguer Artesa de Segre                                                                                             | serralada    |               | 41° 58′ 10″ N, 0° 56′ 42″ E / 41.969314°N,0.945116°E 1390.5 msnm                                                |           | Muntanya de Sant Mamet | Modifica les dades a Wikidata |
|        | serra del Montsec      | Vilanova de Meià Artesa de Segre Àger Camarasa Gavet de la Conca Isona i Conca Dellà Llimiana Castell de Mur Sant Esteve de la Sarga Viacamp i Lliterà | serralada    | Llarg: 45km   | 42° 02′ 39″ N, 0° 45′ 59″ E / 42.04416667°N,0.76638889°E 1676 msnm                                              |           | Montsec                | Modifica les dades a Wikidata |

## vèrtex geodèsic
| imatge | Nom        | Ubicat a | instància de    | Detalls   | coordenades                                                       | Protecció | Commons (més fotos) | Dades a WD                    |
| ------ | ---------- | -------- | --------------- | --------- | ----------------------------------------------------------------- | --------- | ------------------- | ----------------------------- |
|        | Fontllonga | Camarasa | vèrtex geodèsic | Alt: 1.2m | 41° 58′ 06″ N, 0° 52′ 26″ E / 41.968442°N,0.873844°E 800.647 msnm |           |                     | Modifica les dades a Wikidata |
|        | Montero    | Camarasa | vèrtex geodèsic | Alt: 1.2m | 41° 51′ 46″ N, 0° 51′ 11″ E / 41.862644°N,0.85296°E 573.832 msnm  |           |                     | Modifica les dades a Wikidata |
|        | Montroig   | Camarasa | vèrtex geodèsic | Alt: 1.2m | 41° 53′ 47″ N, 0° 50′ 11″ E / 41.896287°N,0.836355°E 949.377 msnm |           |                     | Modifica les dades a Wikidata |

## zona humida
| imatge | Nom                                      | Ubicat a      | instància de            | Detalls             | coordenades                                      | Protecció | Commons (més fotos) | Dades a WD                    |
| ------ | ---------------------------------------- | ------------- | ----------------------- | ------------------- | ------------------------------------------------ | --------- | ------------------- | ----------------------------- |
|        | Meandre del Segre a la Torre de Claverol | Camarasa      | zona humida             | Superfície: 45.91ha | 41° 49′ 10″ N, 0° 49′ 05″ E / 41.8195°N,0.8181°E |           |                     | Modifica les dades a Wikidata |
|        | partidor de Balaguer                     | Gerb Camarasa | zona humida embassament | Superfície: 67.95ha | 41° 50′ 37″ N, 0° 49′ 35″ E / 41.8435°N,0.8263°E |           |                     | Modifica les dades a Wikidata |

## Misc
| imatge | Nom                                          | Ubicat a | instància de                                   | Detalls                                                                    | coordenades | Protecció                                            | Commons (més fotos)                  | Dades a WD                    |
| ------ | -------------------------------------------- | --- | ---------------------------------------------- | -------------------------------------------------------------------------- | --- | ---------------------------------------------------- | ------------------------------------ | ----------------------------- |
|        | Aiguabarreig Segre-Noguera Pallaresa         | Camarasa | àrea protegida Pla d'Espais d'Interès Natural  | 1992 Superfície: 10119.21458ha                                             | 41° 55′ N, 0° 53′ E / 41.91°N,0.89°E                                                                                                  |                                                      | Aiguabarreig Segre-Noguera Pallaresa | Modifica les dades a Wikidata |
|        | Arcs de pas                                  | Camarasa | passatge                                       | Estil: arquitectura popular                                                | 41° 52′ 31″ N, 0° 52′ 39″ E / 41.87525°N,0.87745°E                                                                                    | bé integrant del patrimoni cultural català           |                                      | Modifica les dades a Wikidata |
|        | Casa Consistorial de Fontllonga              | Camarasa | antic ajuntament                               | Estil: arquitectura popular                                                | 41° 58′ 16″ N, 0° 51′ 31″ E / 41.971001°N,0.858572°E                                                                                  | bé integrant del patrimoni cultural català           | Casa Consistorial de Fontllonga      | Modifica les dades a Wikidata |
|        | Casa de la Vila                              | Camarasa | casa consistorial                              | Estil: arquitectura popular                                                | 41° 52′ 31″ N, 0° 52′ 40″ E / 41.87515°N,0.877713°E                                                                                   | bé integrant del patrimoni cultural català           | Casa de la Vila de Camarasa          | Modifica les dades a Wikidata |
|        | Central de Camarasa                          | Camarasa | central hidroelèctrica                         | Estil: historicisme arquitectònic 1919 Llarg: 216m                         | 41° 54′ 25″ N, 0° 53′ 22″ E / 41.906916666667°N,0.88938888888889°E Noguera Pallaresa                                                  | bé integrant del patrimoni cultural català           | Central de Camarasa                  | Modifica les dades a Wikidata |
|        | Escola Dos Rius                              | Camarasa | edifici escolar                                | Estil: noucentisme                                                         | 41° 52′ 22″ N, 0° 52′ 32″ E / 41.872827777778°N,0.87565555555556°E 260 msnm                                                           | bé integrant del patrimoni cultural català           | Escola Dos Rius                      | Modifica les dades a Wikidata |
|        | Espai d'Interès Natural del Montsec          | Àger Camarasa Vilanova de Meià Castell de Mur Gavet de la Conca Isona i Conca Dellà Llimiana Sant Esteve de la Sarga Tremp | espai d'interès natural Espai Natural Protegit | 1992 Superfície: 22071ha                                                   | |                                                      |                                      | Modifica les dades a Wikidata |
|        | Estació de Sant Llorenç de Montgai           | Sant Llorenç de Montgai | estació de ferrocarril                         |                                                                            | 41° 51′ 59″ N, 0° 49′ 57″ E / 41.86638888888889°N,0.8324444444444444°E                                                                |                                                      |                                      | Modifica les dades a Wikidata |
|        | Fontllonga i Ametlla                         | Camarasa | entitat municipal descentralitzada             | 63 hab                                                                     | 42° 00′ 48″ N, 0° 49′ 30″ E / 42.013269°N,0.825069°E                                                                                  |                                                      |                                      | Modifica les dades a Wikidata |
|        | Forat de la Cabeçola                         | Camarasa | avenc                                          |                                                                            | 41° 58′ 08″ N, 0° 51′ 50″ E / 41.9689420936707°N,0.863829100355472°E                                                                  |                                                      |                                      | Modifica les dades a Wikidata |
|        | Oroners                                      | Camarasa | despoblat                                      |                                                                            | 41° 59′ 31″ N, 0° 50′ 30″ E / 41.991946°N,0.841758°E                                                                                  |                                                      | Oroners                              | Modifica les dades a Wikidata |
|        | Pedrera de Rúbies                            | Camarasa | jaciment paleontològic                         |                                                                            | 42° 00′ 53″ N, 0° 54′ 05″ E / 42.01466667°N,0.901295°E 876 msnm                                                                       |                                                      | La Pedrera de Meià                   | Modifica les dades a Wikidata |
|        | Polígon industrial Sant Jordi                | Camarasa | polígon industrial                             |                                                                            | 41° 51′ 47″ N, 0° 52′ 14″ E / 41.8631567808361°N,0.870644534570905°E                                                                  |                                                      |                                      | Modifica les dades a Wikidata |
|        | Portal de Figuerola de Meià                  | Camarasa | porta de ciutat                                | Estil: arquitectura popular arquitectura romànica                          | 41° 58′ 28″ N, 0° 53′ 25″ E / 41.97441°N,0.89024°E                                                                                    | bé integrant del patrimoni cultural català           | Portal de Figuerola de Meià          | Modifica les dades a Wikidata |
|        | Recinte emmurallat de Camarasa               | Camarasa | muralla urbana                                 | Estil: arquitectura popular 14th century                                   | 41° 52′ 30″ N, 0° 52′ 38″ E / 41.874872222222°N,0.87712777777778°E 275 msnm                                                           | bé d'interès cultural bé cultural d'interès nacional | Recinte emmurallat de Camarasa       | Modifica les dades a Wikidata |
|        | Segre                                        | Catalunya Pirineus Orientals                                                                                               | riu curs d'aigua riu aurífer                   | Desemboca: Ebre Llarg: 265km Conca: 22400km²                               | 42° 24′ 09″ N, 2° 06′ 30″ E / 42.4025°N,2.1084°E 41° 21′ 48″ N, 0° 18′ 16″ E / 41.3633°N,0.3044°E                                     |                                                      | Segre River                          | Modifica les dades a Wikidata |
|        | antic convent de les Germanes del Sagrat Cor | Camarasa | monestir edifici                               | Estil: arquitectura popular arquitectura barroca                           | 41° 58′ 16″ N, 0° 51′ 31″ E / 41.971001°N,0.858572°E                                                                                  | bé integrant del patrimoni cultural català           |                                      | Modifica les dades a Wikidata |
|        | canal auxiliar d'Urgell                      | Noguera Pla d'Urgell Segrià                                                                                                | canal de reg                                   | Desemboca: canal d'Urgell                                                  | 41° 42′ 28″ N, 0° 55′ 39″ E / 41.707651°N,0.927486°E                                                                                  |                                                      |                                      | Modifica les dades a Wikidata |
|        | canal de Balaguer                            | Camarasa Balaguer Vallfogona de Balaguer Térmens Vilanova de la Barca Alcoletge Lleida                                     | canal                                          | Desemboca: Segre                                                           | 41° 50′ 05″ N, 0° 49′ 48″ E / 41.834585°N,0.8300419444444445°E 41° 37′ 18″ N, 0° 38′ 44″ E / 41.62159111111111°N,0.6455288888888888°E |                                                      | Canal de Balaguer                    | Modifica les dades a Wikidata |
|        | creu de terme de Camarasa                    | Camarasa | creu de terme                                  |                                                                            | 41° 51′ 59″ N, 0° 52′ 07″ E / 41.86649893502895°N,0.8686770802845573°E                                                                |                                                      |                                      | Modifica les dades a Wikidata |
|        | creu del Tito                                | Camarasa | creu monumental                                |                                                                            | 41° 58′ 10″ N, 0° 52′ 45″ E / 41.969541660603°N,0.879159654380243°E                                                                   |                                                      |                                      | Modifica les dades a Wikidata |
|        | el Fossar                                    | Camarasa | cementiri                                      |                                                                            | 41° 59′ 46″ N, 0° 49′ 20″ E / 41.9961121288914°N,0.822089173142068°E                                                                  |                                                      |                                      | Modifica les dades a Wikidata |
|        | pas de Terradets                             | Pallars Jussà Noguera Castell de Mur Llimiana Àger Camarasa                                                                | canyó congost                                  |                                                                            | 42° 02′ 27″ N, 0° 53′ 18″ E / 42.040803°N,0.888283°E                                                                                  |                                                      | Pas de Terradets                     | Modifica les dades a Wikidata |
|        | torre de Sant Salvador                       | Camarasa | torre de defensa                               |                                                                            | 41° 52′ 49″ N, 0° 52′ 05″ E / 41.8802721961153°N,0.867931040685269°E 597 msnm                                                         |                                                      |                                      | Modifica les dades a Wikidata |
|        | túnel de la Palomera                         | Camarasa | túnel                                          | Travessa: serrat de la Palomera Hi passa: Línia Lleida - la Pobla de Segur | 41° 58′ 50″ N, 0° 50′ 13″ E / 41.9806614484731°N,0.837039825106255°E                                                                  |                                                      |                                      | Modifica les dades a Wikidata |